# Kalendarium inwazji Rosji na Ukrainę – sierpień 2022

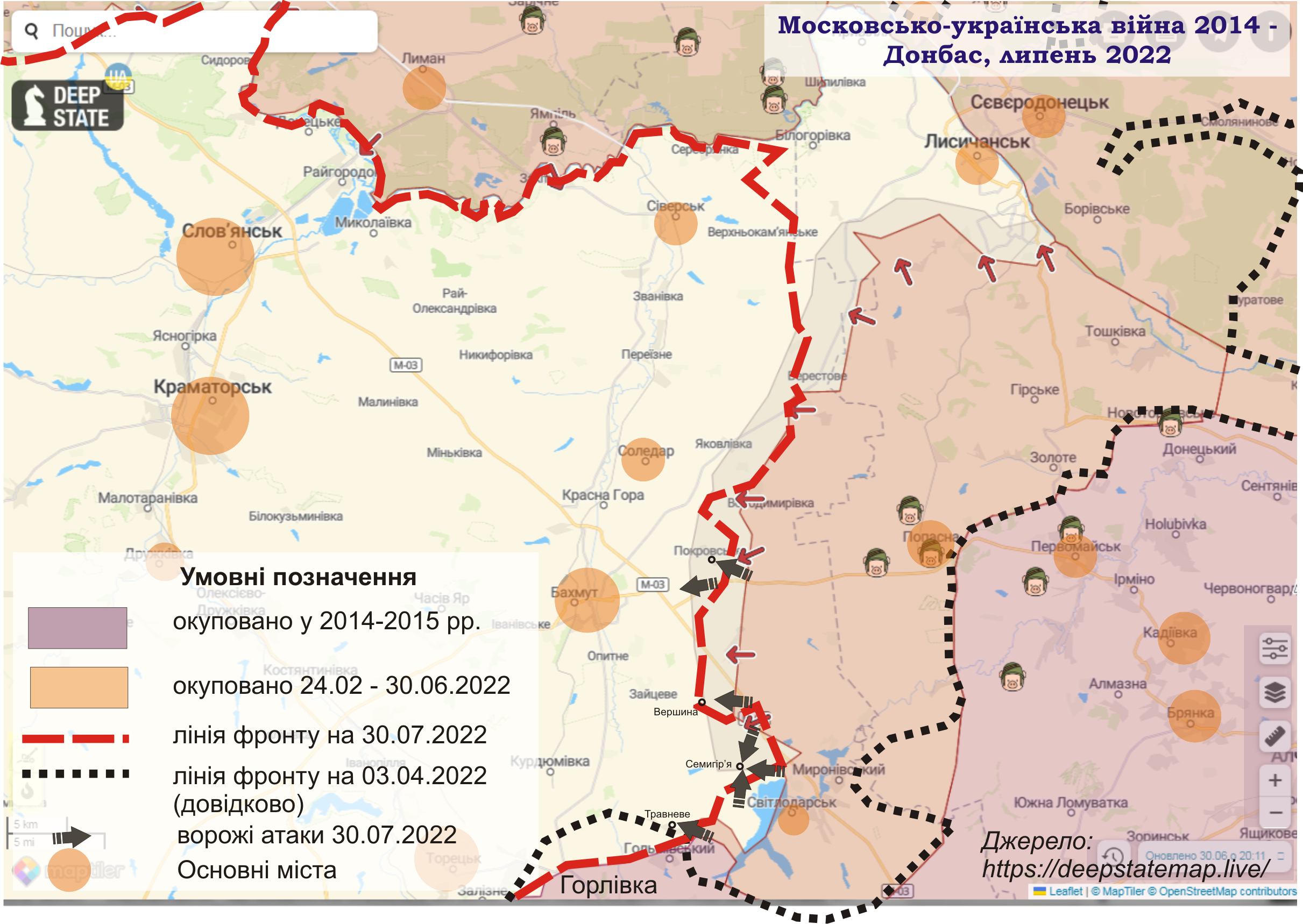
Północny Donbas w lipcu 2022.

| 2022        | 2023        | 2024        | 2025    |
| ----------- | ----------- | ----------- | ------- |
| —           | styczeń     | styczeń     | styczeń |
| luty        | luty        | luty        |         |
| marzec      | marzec      | marzec      |         |
| kwiecień    | kwiecień    | kwiecień    |         |
| maj         | maj         | maj         |         |
| czerwiec    | czerwiec    | czerwiec    |         |
| lipiec      | lipiec      | lipiec      |         |
| sierpień    | sierpień    | sierpień    |         |
| wrzesień    | wrzesień    | wrzesień    |         |
| październik | październik | październik |         |
| listopad    | listopad    | listopad    |         |
| grudzień    | grudzień    | grudzień    |         |

## Sierpień 2022

### 1 sierpnia
Według Sztabu Generalnego Ukrainy siły rosyjskie próbowały poprawić swoje położenie taktyczne w okolicach Sołedaru, Werszyny i Bachmutu na wschodzie Ukrainy, jednak zostały odparte przez siły ukraińskie. Rosjanie nacierali również w stronę Awdijiwki i Pisków w obwodzie donieckim, lecz bez powodzenia. Ponadto Ukraińcy udaremnili próby przesunięcia się sił rosyjskich w stronę Marjinki oraz wykryli i unieszkodliwili rosyjską grupę zwiadowczą w okolicach Mazaniwki. Na kierunku charkowskim Rosjanie ostrzelali Charków i kilkanaście innych miejscowości. Z kolei na południu kraju wojska rosyjskie próbowały za pomocą pododdziałów inżynieryjnych odremontować zniszczone lub uszkodzone mosty na rzece Dniepr. Później SG podał, że odparto wojska rosyjskie w rejonach Jakowliwki, Werszyny, Kodemy i Trawnego. W okolicy Bachmutu i Zajcewego trwały walki. Rosjanie koncentrowali się na atakach w kierunku Bachmutu i Awdijiwki oraz ostrzeliwali miejscowości wokół Bachmutu, Słowiańska i Kramatorska. Na wschodzie Ukrainy były ostrzeliwane dzielnice Charkowa i pobliskie miejscowości. Celem ostrzałów była także okolica Mikołajowa, jak i miejscowości na łączeniu obwodów mikołajowskiego i chersońskiego.
Pierwszy statek ze zbożem wypłynął z Odessy w ramach umowy zawartej między Ukrainą a Rosją na eksport żywności z Ukrainy. Według Turcji statek popłynie do Libanu. Z kolei Stany Zjednoczone ogłosiły 17. pakiet pomocy dla Ukrainy o wartości 550 milionów dolarów, w skład którego wejdzie m.in. 75 tys. pocisków do artylerii 155 mm i więcej amunicji do M142 HIMARS.
W ocenie Institute for the Study of War (ISW) za atak na obóz w Ołeniwce odpowiadały wojska rosyjskie. Dwóch urzędników amerykańskich wykluczyło użycie HIMARS w ataku, natomiast zdjęcia satelitarne i te wykonane na miejscu sugerowały, że atak uszkodził tylko jeden budynek, a jego ściany nie zawaliły się; nie było także żadnego krateru w pobliżu. Według Instytutu przyczyną zniszczeń było precyzyjne uderzenie lub materiały wybuchowe umieszczone wewnątrz budynku. Tymczasem Rosjanie przerzucali siły z północnego obwodu donieckiego na południe Ukrainy w celu wzmocnienia obrony zajętych terenów w obwodzie chersońskim i zaporoskim; może to zatrzymać rosyjską ofensywę na Słowiańsk i umożliwić Ukraińcom kontrofensywę w okolicach Iziumu. Rosjanie przeprowadzili również nieudane ataki na osady na południe i południowy wschód od Bachmutu oraz  ataki na Awdijiwkę i Pisków. Na okupowanych terenach Rosja przedkładała propagandę i fałszywe referenda nad dobrobyt ukraińskich cywilów, z kolei wojska okupacyjne wzmagały wysiłki w celu powstrzymania i stłumienia ruchów partyzanckich, ponieważ nadal przeprowadzały ataki na rosyjskich urzędników i kolaborantów. Z kolei według OSW Rosjanie kontynuowali natarcie na Bachmut, wychodząc z okolicy Pokrowśkego. Ukraińcy odparli ataki w rejonie Werszyna–Zajcewe i Jakowliwka–Sołedar. Na południe od Bachmutu, po częściowym opanowaniu wsi Semyhirja, rosyjski atak w kierunku zachodnim został powstrzymywany w rejonie Dołomitne–Trawnewe. Walki trwały na północ i północny zachód od Doniecka w pobliżu Awdijiwki, gdzie Rosjanie osiągnęli częściowy sukces. Natarcie na północ od Awdijiwki w kierunku Kramatorska powstrzymano w rejonie Nowoseliwka Druha–Krasnohoriwka. Rosjanie wznowili także działania w rejonie Bałakliji, gdzie dwukrotnie odparto wrogie oddziały rozpoznawcze. Niepowodzeniem zakończyły się także ataki na pozycje ukraińskie na północ od Barwinkowego oraz na północny zachód od Słowiańska. Rosjanie zintensyfikowali ostrzał Charkowa, Mikołajowa, Nikopola i pobliskich miejscowości. Celami artylerii rosyjskiej były pozycje ukraińskie wzdłuż linii frontu i obszary obwodów czernihowskiego i sumskiego. W wyniku ostrzału szczególnie ucierpiały Bachmut, Kramatorsk i Słowiańsk oraz Hulajpołe i Orichiw. Strona ukraińska poinformowała o przemieszczeniu kolejnych jednostek rosyjskich do obwodu biełgorodzkiego i na Krym, a także dodatkowych wojsk do obwodu chersońskiego i zaporoskiego.

### 2 sierpnia

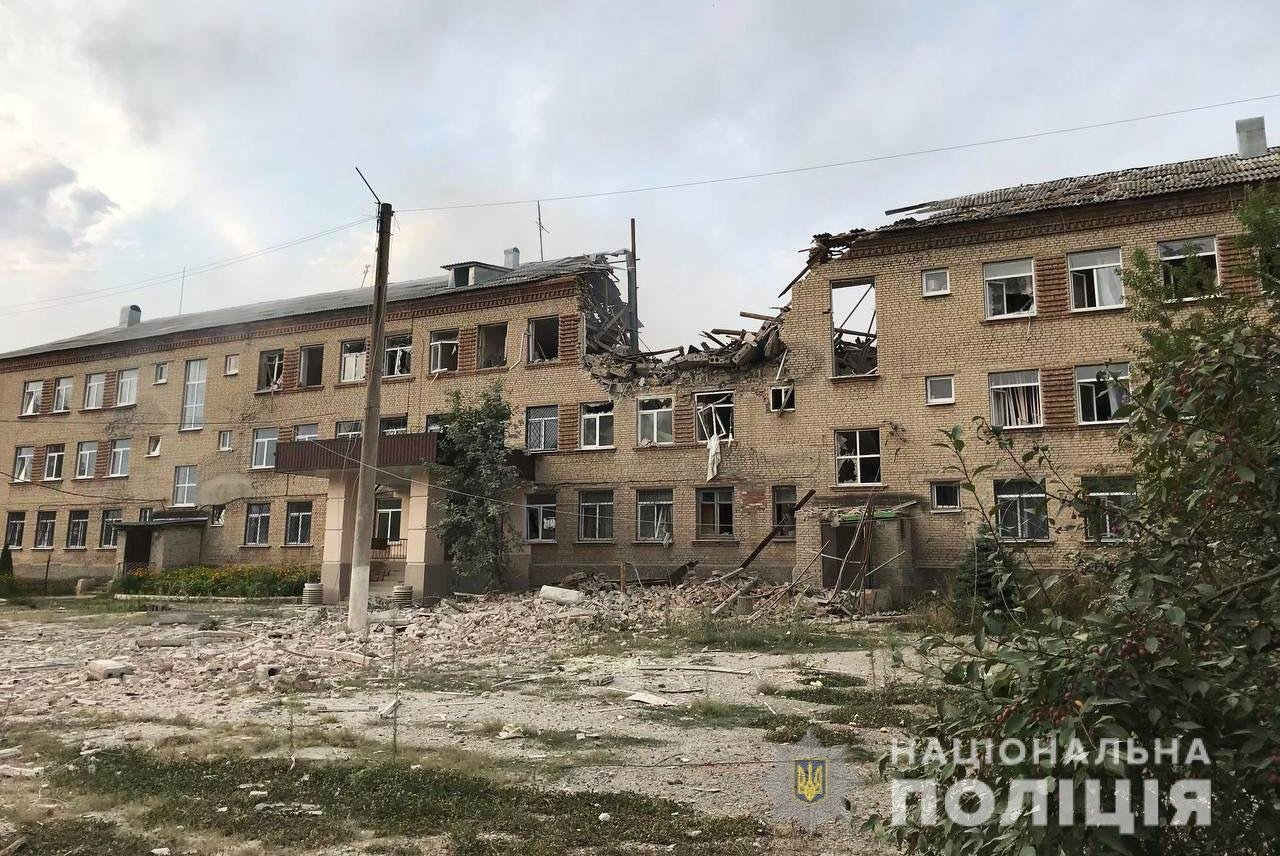
Szkoła z internatem w Mikołajówce po nocnym rosyjskim ostrzale; zginęła jedna osoba.

Sztab Generalny Ukrainy podał, że Rosja nadal wykorzystywała terytorium Białorusi do przerzucania na Ukrainę grup dywersyjno-zwiadowczych. Następnie Rosjanie koncentrowali wysiłki na kierunku bachmuckim w Donbasie oraz próbowali poprawić swoją sytuację taktyczną w okolicach Awdijiwki, jednak ostatecznie wycofali się, ponosząc straty. Siły rosyjskie kontynuowały również ataki rakietowe i lotnicze na obiekty cywilne; ostrzelano m.in. obwód charkowski wraz z samym Charkowem oraz miejscowości na kierunku słowiańskim, m.in. Dmytriwkę. Miały miejsce także rosyjskie ataki na południu, w okolicach Hulajpola oraz Biłohirki w obwodzie chersońskim. Z kolei lotnictwo ukraińskie skupiało się na atakowaniu obiektów wojskowych na kierunku donieckim. Ponadto p.o. szefa władz obwodu chersońskiego Dmytro Butrij poinformował, że dzięki kontrofensywie sił ukraińskich udało się wyzwolić 53 miejscowości, co później zostało zweryfikowane przez SG Ukrainy; w przejętych miejscowościach pracowali saperzy, unieszkodliwiający ładunki wybuchowe pozostawione przez siły rosyjskie.
Rzecznik rosyjskiego Ministerstwa Obrony, generał Igor Konaszenkow, stwierdził, że przechwycone rozmowy między ukraińskimi urzędnikami potwierdzają, że to USA zatwierdza cele dla systemów HIMARS. Konaszenkow powiedział: „To administracja Bidena jest bezpośrednio odpowiedzialna za wszystkie zatwierdzone przez Kijów ataki rakietowe na dzielnice mieszkalne i obiekty infrastruktury cywilnej w osiedlach Donbasu i innych regionach, które spowodowały masową śmierć cywilów”. Z kolei rosyjski minister obrony Siergiej Szojgu podał, że Rosji udało się zniszczyć sześć systemów M142 HIMARS, co później p.o. rzecznika Pentagonu, Todd Breasseale, określił jako „ewidentnie fałszywe”.
Według ISW siły rosyjskie zdecydowały się na frontalny atak na miejscowość Awdijiwka w obwodzie donieckim, nie czekając na wycofanie się Ukraińców z tego regionu. Rosjanie zajęli ukraińskie pozycje obronne w pobliżu kopalni węgla na południowy zachód od miasta i kontynuowali ataki na miejscowość Pisky, leżącą na zachód Awdijiwki. Wojska rosyjskie przeprowadziły także nieudane ataki na północny wschód i zachód od Charkowa oraz ograniczone ataki lądowe na północny zachód od Słowiańska i na wschód od Siewierska. Rosjanie poczynili niewielkie postępy na południowy wschód od Bachmutu oraz prowadzili działania na północny i południowy wschód od tego miasta. Przeprowadzili także dwa ataki w północnym obwodzie chersońskim oraz kontynuowali przerzut żołnierzy na południe Ukrainy w celu wzmocnienia obrony okupowanych terenów. Z kolei ukraińscy cywile nadal stawiali opór okupacji rosyjskiej poprzez akty obywatelskiego nieposłuszeństwa i partyzanckiego sabotażu, ponieważ Rosjanie rozważali długoterminowe metody kontroli ludności na zajętych obszarach.
Sąd Najwyższy Federacji Rosyjskiej uznał pułk „Azow” (którego większość żołnierzy znajduje się w niewoli rosyjskiej po kapitulacji kompleksu Azowstal w ostatnich dniach walk o Mariupol) za organizację terrorystyczną, formalnie zakazując jej działania na rosyjskim terytorium. Decyzja ta otwiera możliwość do legalnego – z punktu widzenia Rosji – postawienia żołnierzom pułku zarzutów o terroryzm i nietraktowania ich jako chronionych konwencjami genewskimi jeńców wojennych.

### 3 sierpnia
SG Ukrainy stwierdził, że siły rosyjskie atakowały w rejonie Berestowego w rejonie bachmuckim oraz w kierunku m.in. Jakowliwki, Wołodymiriwki, Pokrowśkego i Kodemy, jednak „ukraińscy żołnierze odparli wszystkie próby szturmu i zadali straty przeciwnikowi”. Niepowodzeniem zakończył się również atak Rosjan w rejonie pokrowskim na miejscowości Awdijiwka, Nowoseliwka Druha i Spartak. Wojska rosyjskie prowadziły ostrzały z artylerii w pobliżu miejscowości na kierunku słowiańskim. Przeprowadzili również ostrzał z użyciem czołgów, artylerii i lotnictwa na kierunku Bachmutu oraz miejscowości wokół Charkowa. Później Sztab podał, że na kierunku słowiańskim odparto rosyjskie ataki w stronę osi Dowheńke–Bohorodyczne, a na kierunku kramatorskim w stronę Jaremiwka–Dołyna. Siły ukraińskie zmusiły także Rosjan do wycofania się z działań ofensywnych na kierunkach bachmuckim i awdijiwskim. Ponadto siły rosyjskie ostrzelały Charków i inne miejscowości, w tym Dementijiwkę i Koroboczkyne oraz obwody czernihowski i sumski. Wiceminister spraw wewnętrznych Ukrainy Jewhenij Jenin stwierdził, że w ciągu ostatnich 24h Rosjanie ostrzelali 30 miejscowości na Ukrainie, w wyniku czego czego zginęło 16 osób, a kilkadziesiąt zostało rannych.
W ocenie brytyjskiego Ministerstwa Obrony ukraińskie oddziały rakietowe i artyleryjskie nadal atakowały rosyjskie umocnienia wojskowe, skupiska żołnierzy, bazy wsparcia logistycznego i składy amunicji, co prawdopodobnie wywrze presję na siły rosyjskie i wpłynie na ich zaopatrzenie logistyczne. Ponadto Rosjanie ustawili piramidalne reflektory radarowe w pobliżu uszkodzonych mostów: Antonowskiego i kolejowego na Dnieprze w Chersoniu; reflektory radarowe były prawdopodobnie wykorzystywane w celu ukrycia mostów przed rozpoznaniem przez radary i ewentualnymi urządzeniami do naprowadzania pocisków. Z kolei ISW podał, że siły rosyjskie „wykorzystywały Zaporoską Elektrownię Jądrową do grania na lękach krajów zachodnich przed katastrofą jądrową”. Rosjanie stacjonujący w elektrowni atakowały w ostatnich tygodniach pozycje ukraińskie w Nikopolu i innych miastach, stawiając Ukrainę w trudniej sytuacji: albo Ukraińcy odpowiedzą ogniem, co mogło wiązać się z międzynarodowym potępieniem i katastrofą nuklearną, albo pozwolą siłom rosyjskim na dalsze ostrzeliwanie pozycji z bezpiecznej strefy. Tymczasem Rosjanie przeprowadzili ograniczony atak na północny zachód od Słowiańska i kontynuowały wysiłki zmierzające do natarcia na Bachmut ze wschodu oraz północnego i południowego wschodu. Siły rosyjskie próbowały również frontalnych ataków na Awdijiwkę, jednak nie zdołały zrobić postępów w miejscowości Pisky. Według doniesień Rosjanie tworzyli grupę uderzeniową, aby zapobiec ukraińskiej kontrofensywie w północnym obwodzie chersońskim.
Rafael Grossi, szef MAEA, stwierdził, że elektrownia jądrowa w Zaporożu była „całkowicie poza kontrolą” pod rosyjską okupacją. MAEA planowała misję inspekcyjną w elektrowni, która czeka na zatwierdzenie przez stronę ukraińską i rosyjską. Ukraińska państwowa firma atomowa sprzeciwiła się temu argumentując, że „każda wizyta legitymizuje obecność Rosji”.

### 4 sierpnia

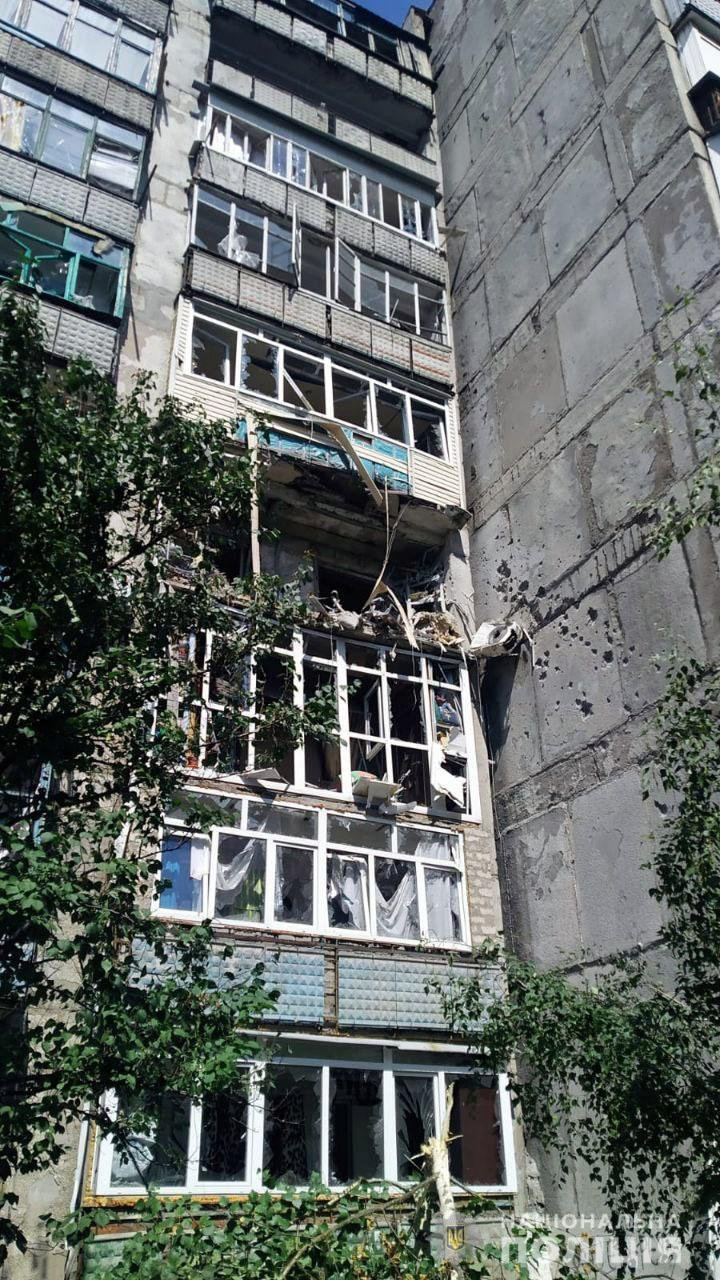
Uszkodzony blok w Torećku po rosyjskim ostrzale (ok. godz. 11:00); zginęło co najmniej siedem osób, a cztery zostały ranne.

Według SG Ukrainy Rosjanie przeprowadzili atak w kierunku Bachmutu i Awdijiwki oraz próbowali stworzyć warunki do zajęcia Bachmutu i Sołedaru w celu poszerzenia kontrolowanego przez siebie terytorium na zachód od Doniecka. Na kierunku bachmuckim siły rosyjskie ostrzeliwały obiekty wojskowe i cywilne w rejonie m.in. Jakowliwki, Kodemy, Pokrowśkego i Rozdoliwki. Na kierunku awdijiwskim Rosjanie przeprowadzili ostrzały z artylerii i czołgów w pobliżu miejscowości: Pisky, Preczystiwka, Szewczenko, Wołodymiriwka, Nowobachmutiwka, Newelske, Netajłowe i Krasnohoriwka. Na kierunku kramatorskim toczyły walki. Poza Donbasem ostrzeliwane były miejscowości wokół Charkowa i rejony m.in. Mikołajowa. Następnie Rosjanie dokonali ataków rakietowych na Mykołajiwkę i Zaporoże. Agencja Ukrinform podała, że siły rosyjskie straciły w obwodzie chersońskim 38 żołnierzy i cztery systemy rakietowe S-300.
Ministerstwo Obrony Turcji podało, że trzy kolejne statki załadowane ukraińskim zbożem (ok. 58 tys. ton) bezpiecznie opuściły Ukrainę, wypływając z Czarnomorska i Odessy.
W opinii ISW Ukraina prawdopodobnie zaczęła przejmować inicjatywę strategiczną i dzięki kontrofensywom zmuszała Rosjan do przerzucania wojsk na zagrożone odcinki frontu. Coraz więcej żołnierzy i sprzętu (artyleryjskiego i lotniczego) było kierowane na południe kraju; w związku z tym Rosja porzuciła tymczasowo plany zdobycia Słowiańska i Siewierska. Ponadto przygotowania do ukraińskiej kontrofensywy w obwodzie chersońskim w połączeniu z „dramatycznym osłabieniem sił rosyjskich” po raz pierwszy pozwoliło siłom ukraińskim aktywnie kształtować przebieg wojny. Tymczasem siły ukraińskie przeprowadziły szereg lokalnych kontrataków między Iziumem a Słowiańskiem, odzyskując pozycje w wielu miejscowościach, z kolei Rosjanie próbowali podejść na północny zachód od Iziumu, kontynuowali ataki w okolicach Bachmutu i przeprowadzili ograniczony atak lądowy w pobliżu Doniecka. Według Instytutu, jeśli Ukraina będzie atakować w okolicach Iziumu, jednocześnie rozwijając kontrofensywę w obwodzie chersońskim, Rosjanie staną przed trudnym wyborem: będą musieli porzucić wysunięte na zachód pozycje wokół Iziumu w celu ochrony swoich linii komunikacyjnych albo przerzucić w to miejsce więcej sił z innych odcinków frontu. Z kolei OSW podał, że siły rosyjskie zintensyfikowały ataki na północ i zachód od Doniecka. Trwały walki na obrzeżach Awdijiwki, gdzie Rosjanie próbowali przełamać obronę ukraińską na kierunku Kramatorska. Starcia prowadzone były także o kontrolę nad wsią Pisky i na obrzeżach Marjinki. Siły rosyjskie kontynuowały atak na Bachmut oraz miejscowości na północny i południowy wschód od miasta. Rejonami walk były Sołedar i Werszyna oraz Kodema i Trawnewe na północ od Gorłówki. Ukraińcy powstrzymali ataki na północ i północny wschód od Charkowa. Walki toczyły się także na południe od Bałakliji. Rosjanie atakowali bez powodzenia pozycje ukraińskie w północno-zachodnim obwodzie chersońskim. Z kolei artyleria rosyjska ostrzeliwała pozycje ukraińskie wzdłuż całej linii frontu oraz rejony obwodów czernihowskiego i sumskiego. Celem ataków był Charków, Czuhujew, Mikołajów, Nikopol i miejscowości na południe od Krzywego Rogu oraz południowe i wschodnie obrzeża Zaporoża i Synelnykowe. Natomiast ukraińska artyleria skupiała się na pozycjach rosyjskich w Donbasie.

### 5 sierpnia
Według SG Ukrainy siły rosyjskie prowadziły operacje ofensywne w Donbasie, głównie na kierunku bachmuckim i awdijiwskim. W okolicy Bachmutu trwały walki. Na południu kraju Rosjanie prowadzili działania defensywne, koncentrując się na utrzymaniu zajętych terenów i spowodowaniu jak największych strat po stronie ukraińskich żołnierzy. Brytyjskie Ministerstwo Obrony podało, że siły rosyjskie gromadziły się na południu kraju w oczekiwaniu na kontrofensywę Ukrainy lub szykując się do własnych ataków. W związku z tym długie konwoje rosyjskich ciężarówek, czołgów, artylerii i innej broni z regionu Donbasu kierowały się na południowy zachód Ukrainy. Donoszono również o przemieszczaniu sprzętu z okupowanego Melitopola, Berdiańska, Mariupola i z terytorium Rosji przez most Kerczeński na Krym. Z kolei na Krymie zostały rozmieszczone batalionowe grupy taktyczne (dwa dni wcześniej na Krymie pojawiła nową grupę taktyczna i przerzucano jedną ze Wschodniego Zgrupowania Sił), liczące 800–1000 żołnierzy, które w najbliższych dniach zostaną wysłane w rejon Chersonia. Natomiast Ukraińcy koncentrowali się na atakowaniu mostów, magazynów amunicji i połączeń kolejowych w południowych regionach Ukrainy, w tym ważnego łącznika kolejowego, który łączy Chersoń z okupowanym Krymem. Według Ministerstwa wojna Rosji z Ukrainą wkroczyła w nową fazę, a najcięższe walki przeniosą się na ok. 350 km linię frontu rozciągającą się na południowy zachód od okolic Zaporoża do Chersonia, równolegle do Dniepru.
Ukraina rozpoczęła ewakuację ludności cywilnej z rejonu donieckiego w celu ochrony ludności cywilnej. Politolog Dmitrij Snegirew wyjaśnił, że „wszystkie obiekty infrastruktury krytycznej, które zapewniały przetrwanie, zostały faktycznie zniszczone”. Ze względu na zimowy okres grzewczy niemożliwe jest zaopatrzenie ludzi. Aby uniknąć wyzysku politycznego oraz nie dać wrogowi i „pożytecznym idiotom” w ukraińskim społeczeństwie powodów do wykorzystania sytuacji, podjęto decyzję o ewakuacji.
Rząd USA zapowiedział nowy pakiet pomocy wojskowej dla Ukrainy o wartości ok. 1 miliarda dolarów. ISW, powołując się na ukraińskich urzędników, poinformował, że Rosjanie zaczęli używać na Ukrainie dronów z Iranu; według doradcy prezydenta Ołeksija Arestowycza Iran przekazał Rosji 46 dronów, z czego część to starsze drony bojowe Shahed 129. Na froncie wschodnim siły rosyjskie przeprowadziły kilka ograniczonych ataków na północ, północny i południowy zachód od Doniecka oraz nieudane ataki na miejscowości na południe od Bachmutu. Doszło również do ciężkiej wymiany ognia artyleryjskiego w miejscowości Pisky. Na południu Rosjanie przeprowadzili nieudaną próbę podejścia pod Łozowe i atakowali kluczowy przyczółek sił ukraińskich nad rzeką Ingulec. Ponadto władze Rosji zastępowali ukraińskich kolaborantów urzędnikami rosyjskimi oraz przyspieszyli wydawanie paszportów, narzucanie waluty i zbieranie danych osobowych mieszkańców na zajętych obszarach Ukrainy w ramach przygotowań do zbliżających się pseudoreferendów aneksyjnych. Z kolei strona rosyjska i ukraińska oskarżyły się nawzajem o ostrzał w pobliżu Zaporoskiej Elektrowni Jądrowej w Enerhodarze; pociski trafiły w linie energetyczne, zmuszając operatorów do odłączenia reaktora. ISW nie był w stanie wskazać odpowiedzialnego za ten incydent. Według Energoatomu to Rosja ostrzelała elektrownię, uszkadzając blok azotowo-tlenowy i linię wysokiego napięcia.

### 6 sierpnia

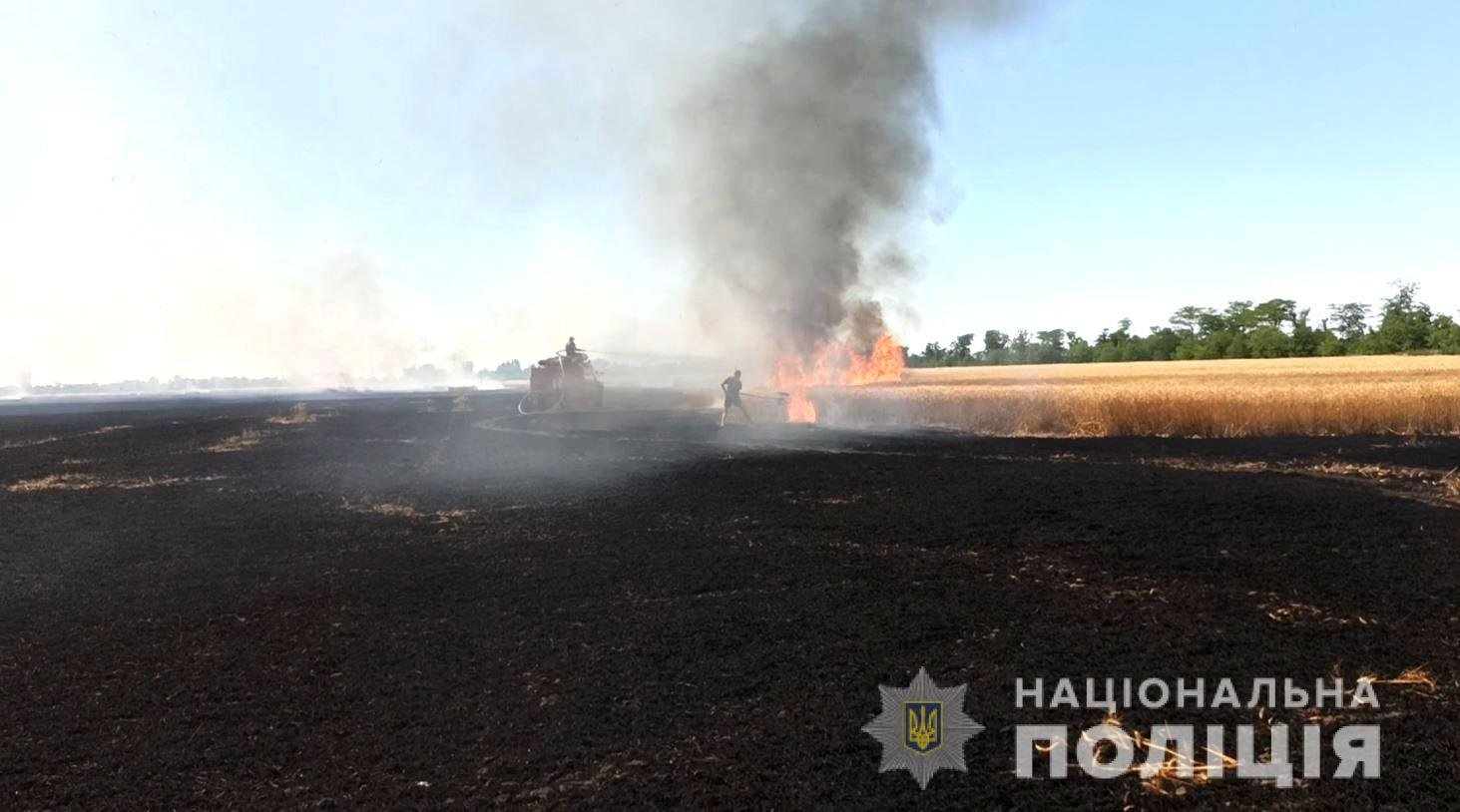
Płonące pole w obwodzie zaporoskim po rosyjskim ostrzale.

Sztab Ukrainy podał, że na kierunku słowiańskim Rosjanie atakowali na zachód od Bohorodycznego i w obliczu niepowodzenia wycofali się; na tym odcinku prowadzono ostrzały z artylerii lufowej i rakietowej. Na kierunku bachmuckim siły rosyjskie atakowały m.in. w rejonie Striapiwki, Bachmutskego, Pokrowśkego, Sołedaru, Wołodymiriwki, Jakowliwki i Werszyny. Na północnym wschodzie kraju, na kierunku Charkowa, Rosjanie ostrzelali z artylerii 30 miejscowości i przeprowadzili bombardowania w rejonie miejscowości: Werchnij Sałtiw, Łebjaże i Husariwka. Na kierunku awdijiwskim wojska rosyjskie podejmowały nieudane próby przerwania ukraińskiej obrony m.in. w rejonie miejscowości: Spartak, Wesełe, Pisky, Nowoseliwka Druha, Krasnohoriwka, Ołeksandriwka, Marjinka; siły ukraińskie zadały Rosjanon znaczne straty. Później SG stwierdził, że Rosjanie rozlokowali dodatkowe siły i obronę przeciwlotniczą na terytorium Białorusi. Z kolei ukraińskie lotnictwo, siły artyleryjskie i rakietowe kontynuowały ataki na miejsca koncentracji żołnierzy i sprzętu rosyjskiego oraz magazyny amunicji. Ukraińcy odparli również kilka ataków na wschodzie kraju. Trwały walki na odcinku bachmuckim. Według ukraińskiej armii zniszczono kilka rosyjskich składów broni i amunicji oraz dwa stanowiska dowodzenia w obwodzie chersońskim. Donoszono również, że Rosjanie za pomocą czołgów i artylerii próbowali zdobyć Bachmut, który wraz z miastami Siewiersk i Sołedar stanowi linię obrony sił ukraińskich.
Według brytyjskiego MON od początku inwazji na Ukrainę zginęło co najmniej 10 rosyjskich generałów, a kolejnych sześciu zostało zdymisjonowanych w związku ze słabymi wynikami podczas działań wojennych. Ministerstwo dodało, że „skumulowane problemy ze spójnością dowodzenia prawdopodobnie przyczyniały się do rosyjskich trudności taktycznych i operacyjnych”. Z kolei ISW, w związku z oskarżeniem Rosji przez władze ukraińskie o ostrzał w pobliży elektrowni, powtórzył swoją opinię, że Rosjanie wykorzystują Zaporoską Elektrownię Jądrową do grania na lękach krajów zachodnich przed katastrofą jądrową. Ponadto przedstawiciele rosyjskiej opozycji donosili, że Rosjanie przechowywali w elektrowni i jej okolicach materiały wybuchowe i miny oraz mogli odpalać rakiety na pozycje ukraińskie w bliskim otoczeniu elektrowni. Tymczasem siły rosyjskie przeprowadziły ograniczone ataki na północny zachód od Słowiańska i na wschód i południe od Bachmutu oraz przeprowadziły serię ataków, próbując przełamać linię obrony ukraińskiej na północ, zachód i południe od Doniecka. Na południu Ukrainy Rosjanie prowadzili jedynie działania obronne. Ponadto Instytut stwierdził, że „rosyjskie siły okupacyjne są sfrustrowane trwającą działalnością partyzancką i oporem ukraińskich cywilów”.

### 7 sierpnia

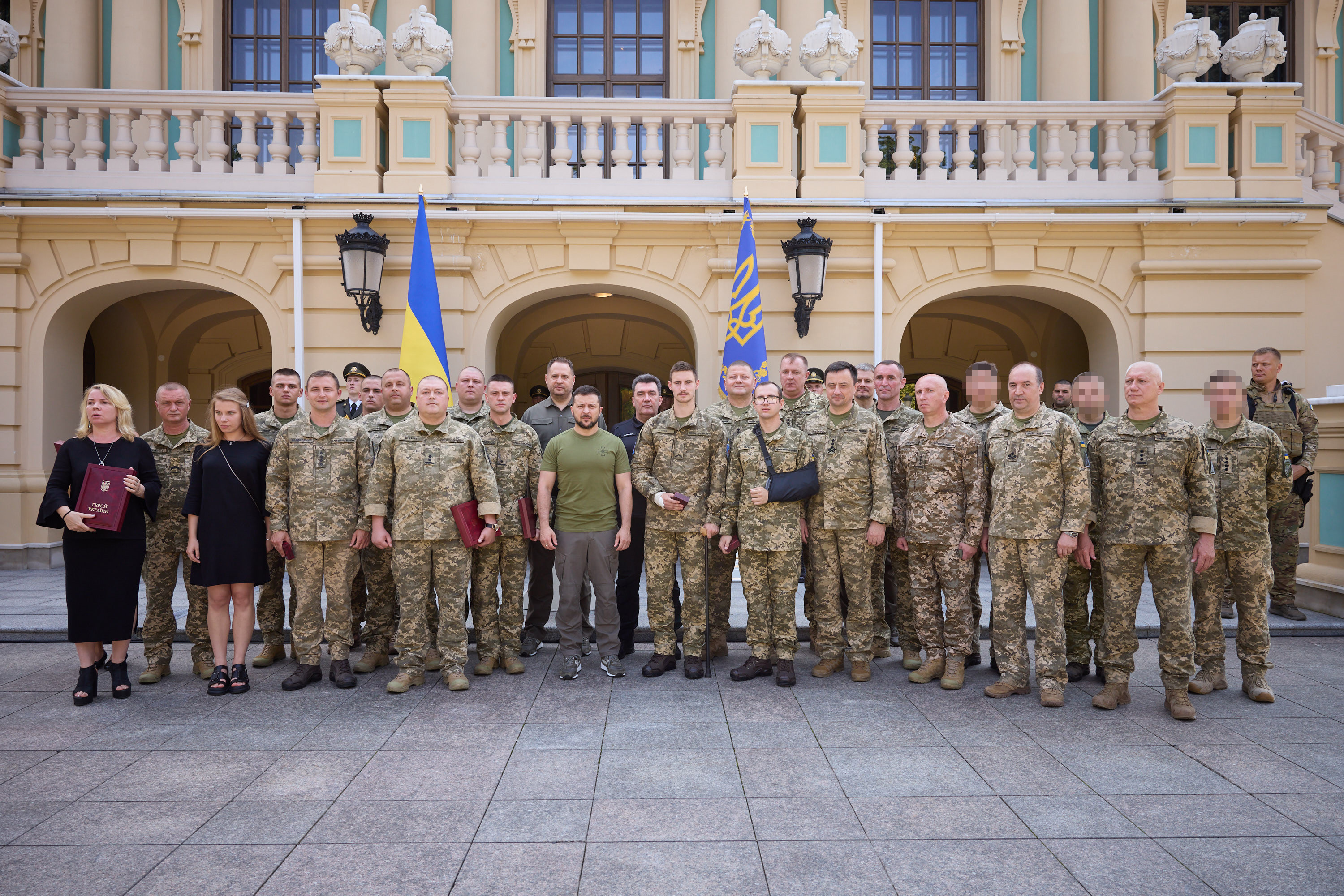
Spotkanie prezydenta Zełenskiego z żołnierzami w Dzień Lotnictwa SZ Ukrainy.

Ukraiński SG poinformował, że odparto ataki na kierunku Kramatorska, Bachmutu i Słowiańska oraz na południu kraju. W rejonie miejscowości Wirnopile, Bohorodyczne i Krasnopile koło Słowiańska Rosjanie podjęli próbę ataku, jednak ponieśli straty i zostali odparci. Pod miejscowością Werchniokamjanśke siły rosyjskie zaatakowały w celu poprawy swojego położenia, ale zostały zmuszone do wycofania. Ukraińcy odparli także ataki koło Bachmutu, Zajcewoho, Jakowliwki i Werszyny. Trwały walki koło Kodemy. W rejonie Awdijiwki Rosjanie próbowali przełamać ukraińską obronę. Na całej linii frontu prowadzono ataki artyleryjskie i lotnicze na ukraińskie miejscowości. Ponadto wojska rosyjskie koncentrowały się na utrzymaniu zajętych części obwodu chersońskiego, charkowskiego, zaporoskiego i mikołajowskiego, a także stworzenia warunków do wznowienia ofensywy na południu. Później Sztab podał, że Rosjanie prowadzili rozpoznanie, jednakże grupy zwiadowcze zostały wykryte i unieszkodliwione w rejonie Bachmutskego, Bachmutu i Jakowliwki. Siły rosyjskie próbowały przeprowadzić atak obok Bachmutu, który zakończył się niepowodzeniem; w okolicy miasta i wielu okolicznych miejscowości Rosjanie użyli lotnictwa i ostrzelali infrastrukturę wojskową i cywilną. Z kolei na kierunkach słowiańskim, kramatorskim, awdijiwskim miały miejsce ostrzały z użyciem lotnictwa i artylerii. Rosjanie ostrzelali również miejscowości w obwodzie charkowskim oraz infrastrukturę wojskową i cywilną w obwodzie zaporoskim. Według wiceministra MSW Ukrainy Jewhenija Jenina w ciągu 24h doszło do 46 ostrzałów w obwodach donieckim, mikołajowskim, charkowskim, dniepropietrowskim i zaporoskim, w wyniku których zginęło 16 osób, a dziesiątki zostały ranne.
Według ISW w obwodzie orenburskim w Rosji powstawała 72. samodzielna brygada zmotoryzowana (jako część 3. korpusu armijnego), w której mieli służyć ochotnicy werbowani w obwodzie penzeńskim. Pojawiły się także doniesienia o kolejnej ukrytej mobilizacji w DRL i ŁRL. Z kolei Rosjanie przeprowadzili ograniczone ataki lądowe na południowy zachód i południowy wschód od Iziumu, na wschód od Siewierska oraz na wschód i południe od Bachmutu. Siły rosyjskie osiągnęły również postępy w osadach na północno- i południowo-zachodnich obrzeżach Doniecka i kontynuowały próby przełamania ukraińskich linii obronnych wzdłuż linii  Awdijiwka–Donieck. Rosjanie próbowali także posuwać się na wschód od miasta Mikołajów, jednak bezskutecznie.

### 8 sierpnia

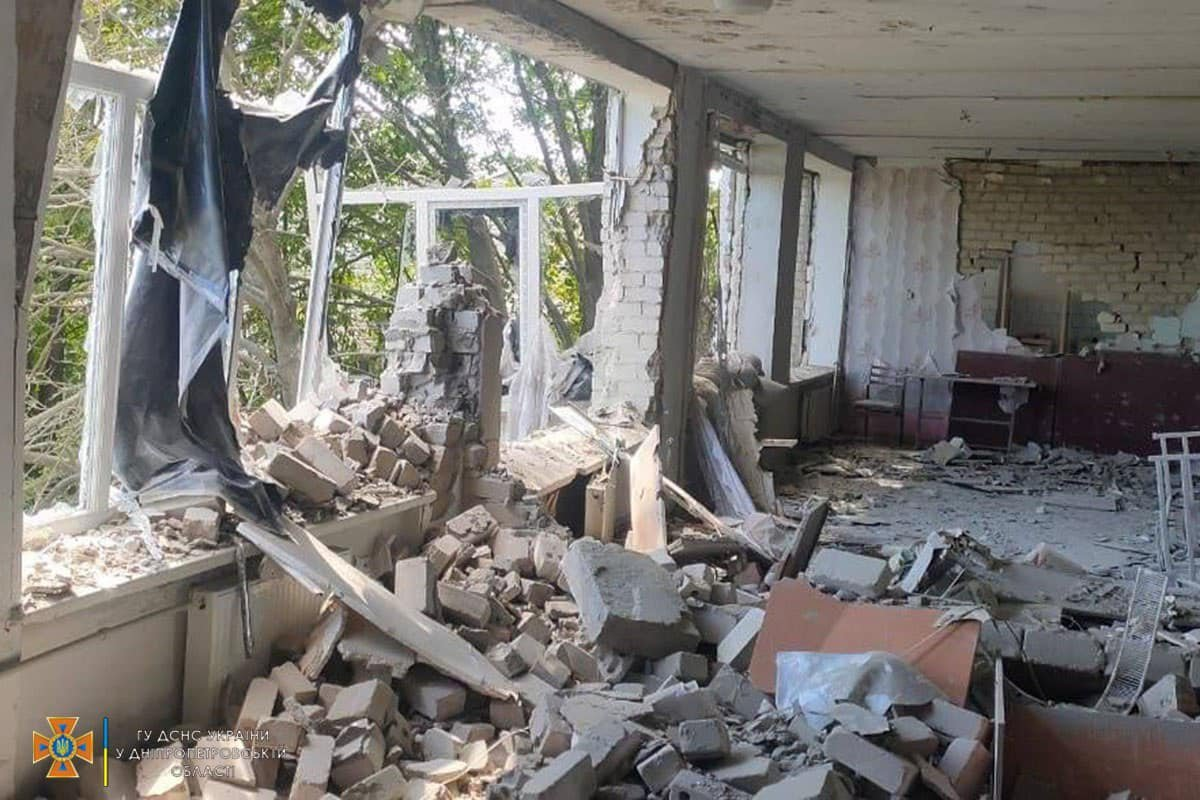
Liceum w Wielkiej Kostromce (obwód dniepropietrowski) po rosyjskim ostrzale.

Według SG Ukrainy w ciągu ostatniej doby Rosjanie ostrzeliwali infrastrukturę wojskową i cywilną wzdłuż całej linii frontu. W okolicach Charkowa, Słowiańska, Kramatorska, Awdijiwki i Bachmutu odnotowano ataki rakietowe i lotnicze. W pobliżu Bachmutu siły ukraińskie wykryły i zneutralizowały rosyjskie grupy rozpoznawcze. W okolicach Południowego Bugu Rosjanie skupiali się głównie na utrzymaniu swoich pozycji i zapobieganiu przesuwaniu się wojsk ukraińskich. Ponadto Rosja cały czas utrzymywała wojska na pograniczu obwodów briańskiego i kurskiego oraz rozbudowywała obronę przeciwlotniczą. Następnie Sztab poinformował, że lotnictwo rosyjskie skupiało się na atakowaniu obiektów wojskowych na kierunku donieckim. Z kolei ukraińskie lotnictwo, oddziały rakietowe i artyleryjskie skutecznie ostrzeliwały miejsca koncentracji żołnierzy i sprzętu wojskowego oraz składy amunicji Rosjan. Ministerstwo Obrony Wielkiej Brytanii podało, że w weekend Rosjanie koncentrowali się na wzmocnieniu obrony na południu Ukrainy oraz prowadzili ataki na pozycje ukraińskie w obwodzie donieckim. Według Ministerstwa w ciągu ostatniego miesiąca siły rosyjskie osiągnęły największe postępy na osi natarcia na Bachmut, jednak posunęły się tylko o ok. 10 km, z kolei w innych częściach Donbasu w tym samym czasie zdobyto nie więcej niż 3 km.
Departament Obrony ogłosił 18. pakiet pomocy wojskowej dla Ukrainy o wartości 1 miliarta dolarów, w skład którego wejdą m.in. rakiety do M142 HIMARS, 75 tys. pocisków artyleryjskich 155 mm, amunicja do NASAMS oraz 1000 Javelinów i setki AT-4. Z kolei Pentagon potwierdził, że Ukraina otrzymała w nieznanym terminie rakiety przeciwradarowe AGM-88 HARM gdy w mediach społecznościowych opublikowano zdjęcia szczątków pocisku.
ISW poinformował, że Siły rosyjskie przeprowadziły ataki lądowe na północny zachód od Słowiańska oraz na północny i południowy wschód od Bachmutu oraz kontynuowały ataki na północny i południowy zachód od Doniecka. Z kolei urzędnicy rosyjscy przełożyli ponowne otwarcie mostu Antonowskiego pod okupowanym Chersoniem, zniszczonego przez ataki sił ukraińskich. Natomiast według OSW ostatnich dniach Rosjanie zintensyfikowali ataki w rejonie Bachmutu, chcą uzyskać dogodne pozycje do szturmu od północnego i południowego wschodu. Walki toczyły się na obrzeżach miasta i w pobliskich miejscowościach oraz na obszarze pomiędzy Bachmutem i Gorłówką. Siły rosyjskie prowadziły także atak na północ i zachód od Doniecka. Ukraińcy odarli ataki na północny zachód od Słowiańska oraz na wschodnich obrzeżach Siewierska. Działania zaczepne toczyły się także w obwodzie charkowskim (odparto atak w Husariwce, ok. 40 km od Iziumu) oraz na granicy obwodów chersońskiego i mikołajowskiego. Rosjanie kontynuowali ciężki ostrzał Charkowa, Mikołajowa, Nikopola i miejscowości na południe od Krzywego Rogu. Obie strony oskarżały się wzajemnie o ostrzał osiedli w Doniecku i Enerhodarze. Ponadto źródła brytyjskie donosiły, że Rosja zgromadziła w obwodzie chersońskim 25 tys. żołnierzy (w tym 10 tys. na prawym brzegu Dniepru) i kontynuowała dalsze wzmacnianie tego zgrupowania. Z kolei armia ukraińska poinformowała o przerzuceniu przez Rosjan dodatkowych sił do węzła drogowego Dawydiw Brid i Chersonia.

### 9 sierpnia

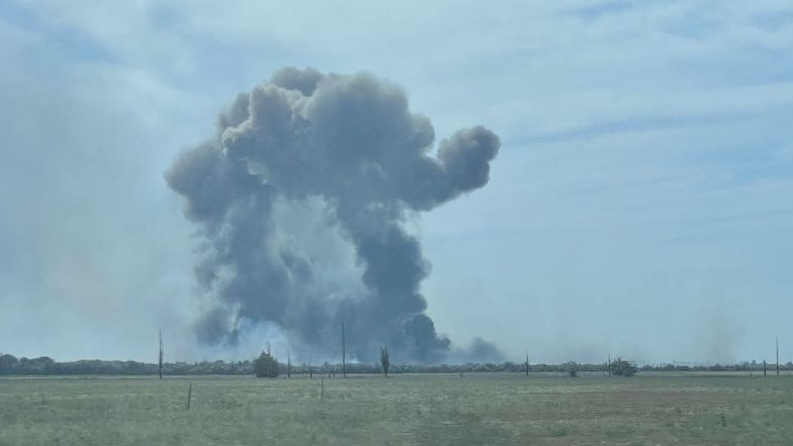
Eksplozje w bazie lotniczej Nowofedoriwce na Krymie.

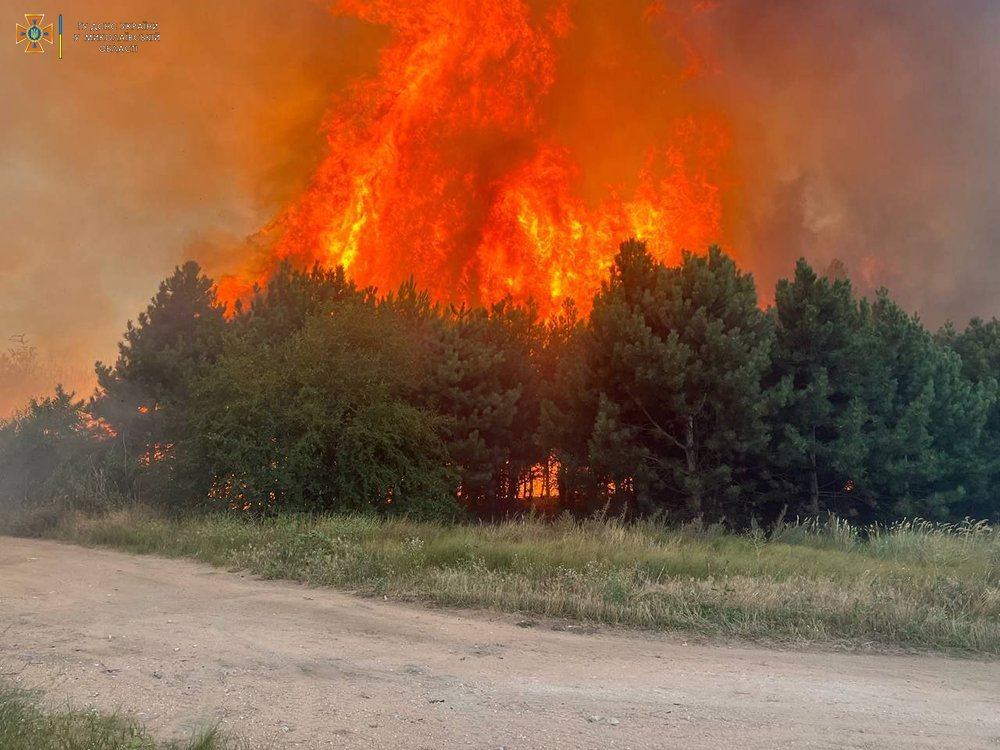
Płonący las w obwodzie mikołajowskim po rosyjskim ostrzale.

Sztab Generalny Ukrainy podał, że Rosjanie usiłowali wznowić atak w kierunku Donieck–Pisky. W obwodzie donieckim siły rosyjskie atakowały m.in. okolice Marjinki, Awdijiwki i Krasnohoriwki, a także Bachmutu i Wuhłedaru, z kolei siły ukraińskie odparły ataki na kierunkach Mineralne–Awdijiwka i Spartak–Awdijiwka. Rosjanie ostrzeliwali również liczne miejscowości w obwodzie charkowskim oraz miejscowości na linii frontu na południu Ukrainy. 
Ok. 15:30 czasu lokalnego w okolicach rosyjskiej bazy lotniczej w Nowofedoriwce niedaleko Saki na zachodnim brzegu Krymu doszło do ok. 12 eksplozji; pięć osób zostało rannych. Agencja Interfax-Ukrajina podała, że „po serii wybuchów w rejonie lotniska wojskowego w Nowofedoriwce (...) na lotnisku wybuchł pożar. Płonęły magazyny z amunicją i pas startowy”. Według rosyjskiego Ministerstwa Obrony na lotnisku doszło do wybuchu amunicji, natomiast Ukraina sugerowała akcję partyzancką. Z kolei amerykański dziennik The New York Times podał, że za eksplozjami stały Siły Zbrojne Ukrainy, które do wykonania tej operacji użyły wyłącznie ukraińskiego sprzętu. Sztab Ukrainy poinformował, że w wyniku eksplozji zostało zniszczonych co najmniej dziewięć samolotów. Według doniesień na lotnisku znajdowały się samoloty bojowe Su-30M i Su-24 oraz samolot transportowy Ił-76.
Brytyjskie Ministerstwo Oborny poinformowało, że Rosja utworzyła nową formację w postaci 3. Korpusu Armijnego, który stacjonował w miejscowości Mulino, ok. 360 km na wschód od Moskwy. Według informacji wywiadu rosyjscy dowódcy nadal musieli skupiać się na wzmocnieniu ofensywy w Donbasie oraz wzmocnieniu obrony przed ukraińskimi kontratakami na południu kraju. Natomiast w opinii ISW Rosja nie jest zainteresowana oskarżaniem Ukrainy o atak na Krymie, ponieważ ukazałoby to nieskuteczność rosyjskiej obrony przeciwlotniczej. Na froncie siły rosyjskie przeprowadziły ataki lądowe na południowy wschód od Siewierska i wokół Bachmutu oraz na północ i południowy zachód od Doniecka. Zachodnie media informowały o ukraińskiej kontrofensywie w okolicy Iziumu, jednak SG Ukrainy nie odniósł się do tych doniesień. Ponadto ukraińscy urzędnicy informowali, że Rosjanie w dalszym ciągu prowadzili ostrzał z artylerii rozmieszczonej na terenie Zaporoskiej Elektrowni Atomowej w Enerhodarze.

### 10 sierpnia

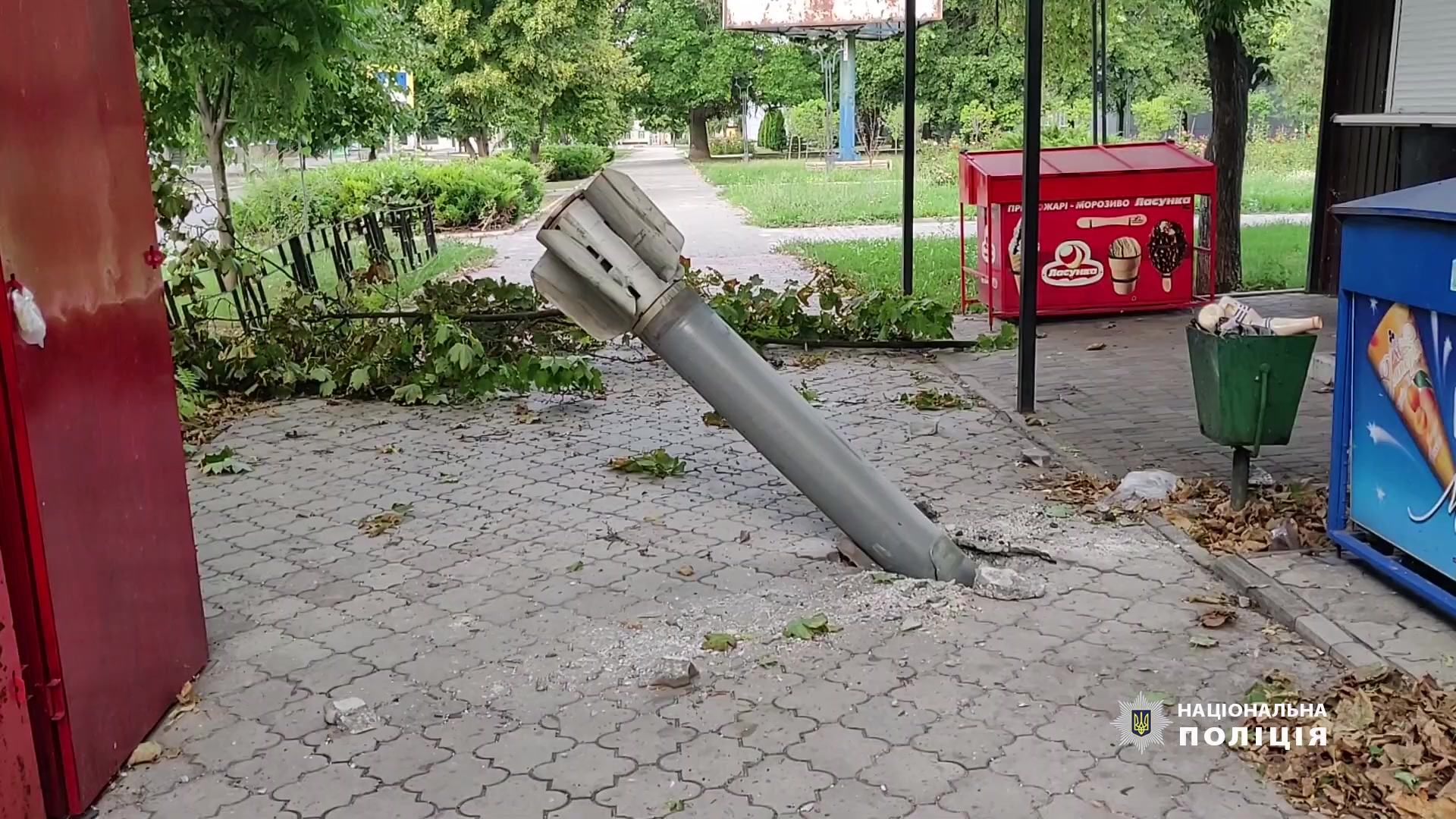
Bachmut po rosyjskim ostrzale.

Według SG Ukrainy Rosja skupiała się na przejęciu pełnej kontroli nad obwodami ługańskim i donieckim oraz na utrzymaniu zajętych terenów obwodu chersońskiego, charkowskiego, zaporoskiego i mikołajowskiego. W Werchniokamiańskim w obwodzie donieckim i Hryhoriwce w obwodzie charkowskim Rosjanie nie zrobili postępów podczas ataku i wycofali się. Do walk doszło w okolicy Jakowliwki, skąd udało się wyprzeć siły rosyjskie. Bez powodzenia Rosjanie atakowali także pod Bachmutem i Zajcewem, skąd ostatecznie wycofali się, ponosząc straty. Rosjanie ostrzeliwali pozycje ukraińskie na całej linii frontu oraz atakowali w kierunku Bachmutu, Siewierska i w okolicach Doniecka. Siły rosyjskie w Donbasie atakowały na wschód od Siewierska w okolicach wsi Werchniokamianskie i Iwanodarjiwka. Na niektórych odcinkach ataki zostały odparte, na innych walki nadal trwały. W okolicach Doniecka, wojska rosyjskie atakowały miejscowości Pisky i Marjinka. Z kolei dowództwo „Południe” armii ukraińskiej podało, że na południu kraju ukraińskie samoloty i helikoptery atakowały pozycje rosyjskie, uderzając m.in. w składy amunicji i niszcząc rosyjski punkt dowodzenia. Według doniesień ukraińskich SZ uszkodzono most na Dnieprze na Zbiorniku Kachowskim koło Nowej Kachowki do tego stopnia, że nie nadaje się do użytku; w wyniku tego armia ukraińska osiągnęłaby swój cel zniszczenia wszystkich trzech mostów na Dnieprze w obwodzie chersońskim, aby utrudnić kolejną inwazję sił rosyjskich w tym regionie. Z kolei wojska rosyjskie zdobyły fabrykę Knaufu w pobliżu Sołedaru. Według źródeł ukraińskich co najmniej 13 osób zginęło w wyniku nocnego ostrzału miasta Marganiec w obwodzie dniepropetrowskim.
Brytyjski sekretarz obrony Ben Wallace ogłosił, że trzy kolejne M270 MLRS zostaną wysłane na Ukrainę. Z kolei ISW poinformował, że Ukraińcy przedstawili atak na rosyjskie lotnisko na Krymie jako początek kontrofensywy na południu, z kolei władze Rosji wciąż były zdezorientowane z powodu ataku, ponad 225 km za linią frontu. Tymczasem siły rosyjskie przeprowadziły ataki lądowe na zachód od Iziumu oraz kontynuowały ograniczone ataki na północny wschód i zachód od Bachmutu, osiągając niewielkie postępy na tych obszarach. Rosjanie osiągnęli również niewielkie sukcesy na północny zachód od Doniecka i kontynuowali próby posuwania się na północny zachód od obecnych przyczółków na obrzeżach Doniecka. Wojska rosyjskie przeprowadziły także wiele nieudanych ataków na północ i północny wschód od Charkowa oraz przeprowadziły nieudane rozpoznanie w północno-zachodnim obwodzie chersońskim. Ponadto władze rosyjskie na zajętych obszarach Ukrainy będą próbowały przesunąć datę referendów aneksyjnych na wcześniejszy termin.

### 11 sierpnia
Sztab Ukrainy podał, że Rosjanie kontynuowali naloty i ataki rakietowe na obiekty wojskowe i cywilne, koncentrując się głównie na kierunku donieckim. Odnotowano ataki w okolicach Charkowa, Słowiańska, Kramatorska, Bachmutu i Awdijiwki, jak również na kierunkach nowopawliwskim i zaporoskim oraz na południu kraju. Rosjanie podczas ataku w okolicach Gorłówki odnieśli częściowy sukces zdobywając dwie wsie, jednak nadal trwały tam działania zaczepne. Walki trwały także w pobliżu wsi Pisky. Z kolei siły rosyjskie umacniały swoje pozycje wzdłuż granicy ukraińsko-rosyjskiej w obwodzie briańskim. Co najmniej dziesięć pocisków trafiło w Zaporoską Elektrownię Jądrową; Rosja i Ukraina wzajemnie obwiniały się o atak, w wyniku którego został uszkodzony budynek biurowy i remiza strażacka przy elektrowni. W związku z tym Departament Stanu USA wezwał siły rosyjskie do zaprzestania wszelkiej działalności wojskowej wokół elektrowni i poparcia utworzenia strefy zdemilitaryzowanej. Z kolei prorosyjskie władze okupowanego Zaporoża złożyły 30-dniowy wniosek o przeprowadzenie referendum w sprawie przyłączenia do Rosji, które odbędzie się 11 września 2022 roku, o ile wniosek nie zostanie wycofany.
W bazie lotniczej Ziabrowka w obwodzie homelskim na Białorusi (30 km od granicy z Ukrainą) ok. 0:25 czasu lokalnego miało miejsce osiem eksplozji. Białoruś podała, że wybuchy były spowodowane „incydentem technicznym” z udziałem silnika pojazdu, z kolei ukraiński urzędnik stwierdził, że Rosja cierpi na „epidemię wypadków technicznych”. Ponadto zastępca szefa głównego zarządu operacyjnego SG Ukrainy generał Ołeksij Hromow poinformował, że ok. 13 tys. białoruskich żołnierzy, spośród obecnego i byłego personelu wojskowego sił specjalnych oraz OMON-u, wyraziło chęć udziału w wojnie z Ukrainą. Według niego wzdłuż granicy ukraińskiej rozlokowano sześć batalionów Sił Zbrojnych Białorusi. Z kolei Polska, Słowacja i Czechy zgodziły się na rozszerzenie produkcji „systemów artyleryjskich, amunicji i innego sprzętu wojskowego” do użytku na Ukrainie.
ISW, powołując się śledztwo dziennikarza Radia Swoboda Marka Krutowa, podało, że władze na Kremlu prawdopodobnie zezwoliły na zniszczenie 64 Samodzielnej Brygady Zmechanizowanej (należącej do 35 Armii Ogólnowojskowej) podczas walk pod Iziumem i Słowiańskiem w ramach celowych działań, mających na celu ukrycie zbrodni wojennych w obwodzie kijowskim. Ponadto siły rosyjskie przeprowadziły ataki lądowe na wschód od Siewerska oraz na północny i południowy wschód od Bachmutu. Rosjanie kontynuowali także ataki na północnych i południowo-zachodnich obrzeżach Doniecka. Natomiast ukraińscy urzędnicy potwierdzili ataki na rosyjskie stanowiska dowodzenia i składy amunicji na południowym froncie. Według OSW Rosjanie kontynuowali próby przejęcia kontroli nad pozostałą częścią obwodu donieckiego, atakując w kierunku Słowiańska, Bachmutu i Awdijiwki oraz próbowali przerwać ukraińskie linie w okolicach Bohorodycznego na północ od Słowiańska, jednak bez sukcesu. Siły rosjanie mieli także zająć Werszynę i atakować miejscowości na północ i południowy wschód od Bachmutu. Zaciekłe walki trwały na kierunku Awdijiwka–Mineralne–Spartak–Pisky–Krasnohoriwka oraz w okolicach miejscowości Marjinka–Pawliwka–Szewczenko. Rosjanie prowadzili nieudane ataki na tereny w obwodzie charkowskim. Porażką zakończyły się też próby przełamania ukraińskich pozycji na linii Bajrak–Husariwka. Siły rosyjskie dokonywały intensywnych ostrzałów Charkowa oraz obwodów sumskiego, czernichowskiego i części donieckiego. Na południu Ukrainy Rosjanie ograniczyli się do ciężkich ostrzałów obiektów wojskowych i cywilnych na całej linii frontu, w tym dużych miast: Nikopol, Mikołajów, Dniepr, Zaporoże, Odessa. Z kolei Ukraińcy dokonali udanych ataków na rosyjskie składy i obiekty wojskowe w Melitopolu, Berysławiu i Kyryliwce.

### 12 sierpnia
Sztab Ukrainy poinformował, że Rosjanie próbowali przesuwać się w kierunku lisiczańskiej rafinerii, Iwano-Darjiwki, Mikołajówki i Wyimki w obwodzie donieckim oraz ostrzeliwali z artylerii obszary Kramatorska, Wierchniokamianska i Hryhoriwki. Trwały walki wokół Spirnego i Iwano-Darjiwki. Na kierunkach wołyńskim, poleskim i siewierskim nie odnotowano większych zmian. Wojska rosyjskie ostrzelały z artylerii okolice Seńkiwki i Hremiacza w regionie Czernihowa oraz Basiwki i Kindratiwki w regionie Sum. Na kierunku charkowskim Rosjanie atakowali za pomocą artylerii cele w Charkowie, Udach, Dementijiwce, Ruskich Tychich i Czerkaskich Tychich. Rosjanie przeprowadzili także operacje ofensywne na kierunku bachmuckim, jednak bez sukcesu. Na kierunkach awdijiwskim, nowopawłowskim, zaporoskim i południowobużańskim Rosjanie próbowali atakować, jednakże siłom ukraińskim udało się zatrzymać natarcia i zmusić wojska rosyjskie do wycofania się.
Brytyjski MON podał, że dwa główne mosty prowadzące na zajęte przez Rosję obszary w obwodzie chersońskim były uszkodzone po ostrzałach ukraińskich i nie nadawały się do przesyłania znaczących dostaw wojskowych. Dostawy dla kilku tysięcy wojsk rosyjskich na zachodnim brzegu Dniepru niemal w całości były zależne od dwóch przepraw promowych. Według Ministerstwa mostem w Nowej Kachowce nie może przejeżdżać ciężki sprzęt, most Antonowski został naprawiony powierzchownie, z kolei główny most kolejowy pod Chersoniem był w dużym stopniu uszkodzony, natomiast Rosjanie od lipca używali mostu pontonowego. W wyniku tego łańcuch dostaw został ograniczony, więc kluczowym czynnikiem dla wytrzymałości sił rosyjskich w tym regionie będzie skala zapasów, które zgromadzono na zachodnim brzegu Dniepru. W opinii ISW władze rosyjskie próbowały zmobilizować przemysł obronny do dłuższej wojny z Ukrainą. Według ukraińskiego wywiadu wojskowego rząd Rosji zainicjował na początku sierpnia „mobilizację przemysłu” obronnego, zabraniając niektórym pracownikom i kierownictwu konglomeratu Rostech brania urlopów, z kolei komisja przemysłu obronnego FR, na której czele stoi Władimir Putin, przygotowywała zmiany w programie państwowych zamówień obronnych, zwiększając wydatki na ten cel o 600–700 mld rubli (ok. 10 mld dolarów). Tymczasem Rosjanie przeprowadzili ataki lądowe na wschód od Siewierska, na północny i południowy wschód od Bachmutu ora na północny i południowy zachód od Doniecka. Z kolei Ukraińcy zniszczyli ostatni funkcjonujący most, którym wojska rosyjskie transportowały sprzęt wojskowy w pobliżu Kachowskiej Elektrowni Wodnej. Urzędnicy ukraińscy potwierdzili również kolejne ataki na rosyjskie składy amunicji i punkt logistyczny w obwodzie chersońskim. Ponadto ukraińscy partyzanci brali na cel rosyjskich urzędników okupacyjnych i ukraińskich kolaborantów, którzy przygotowywali się do referendów ws. aneksji.
António Guterres, sekretarz generalny ONZ, poprosił o utworzenie strefy zdemilitaryzowanej wokół elektrowni jądrowej w Zaporożu, po tym, jak niedawny ostrzał trafił w obszar wykorzystywany do przechowywania materiałów radioaktywnych. Rosja odrzuciła takie wezwania, mówiąc, że chroni fabrykę przed „atakami terrorystycznymi”, jednakże zaprosiła pracowników z MAEA do odwiedzenia elektrowni. Z kolei dwóch pracowników fabryki poinformowało BBC za pośrednictwem wiadomości tekstowych, że pracownicy byli zakładnikami i ostrzał uniemożliwił im wykonywanie normalnej pracy.
Artykuł opublikowany przez The Kyiv Independent wskazywał na kilka niedociągnięć w ukraińskiej artylerii, w tym „brak skutecznej organizacji na najwyższym szczeblu”, umiejętności w zakresie zwalczania ognia przeciwbateryjnego oraz wyczerpanie sowieckiej amunicji 152 mm podczas późnej wiosny i konieczności przestawienia się artylerii na standardową amunicję NATO 155 mm w czerwcu. Opisano również korzyści wynikające z korzystania z systemów dostarczonych przez Zachód, w tym systemów artyleryjskich o większym zasięgu i celności, które w ciągu kilku tygodni spowodowały zniszczenie rosyjskich centrów dowodzenia oraz „ponad 50 składów paliwa i amunicji”, które skomplikowały logistykę artylerii i zmniejszyły szybkostrzelność rosyjskiej artylerii w Donbasie o ponad 50%.

### 13 sierpnia

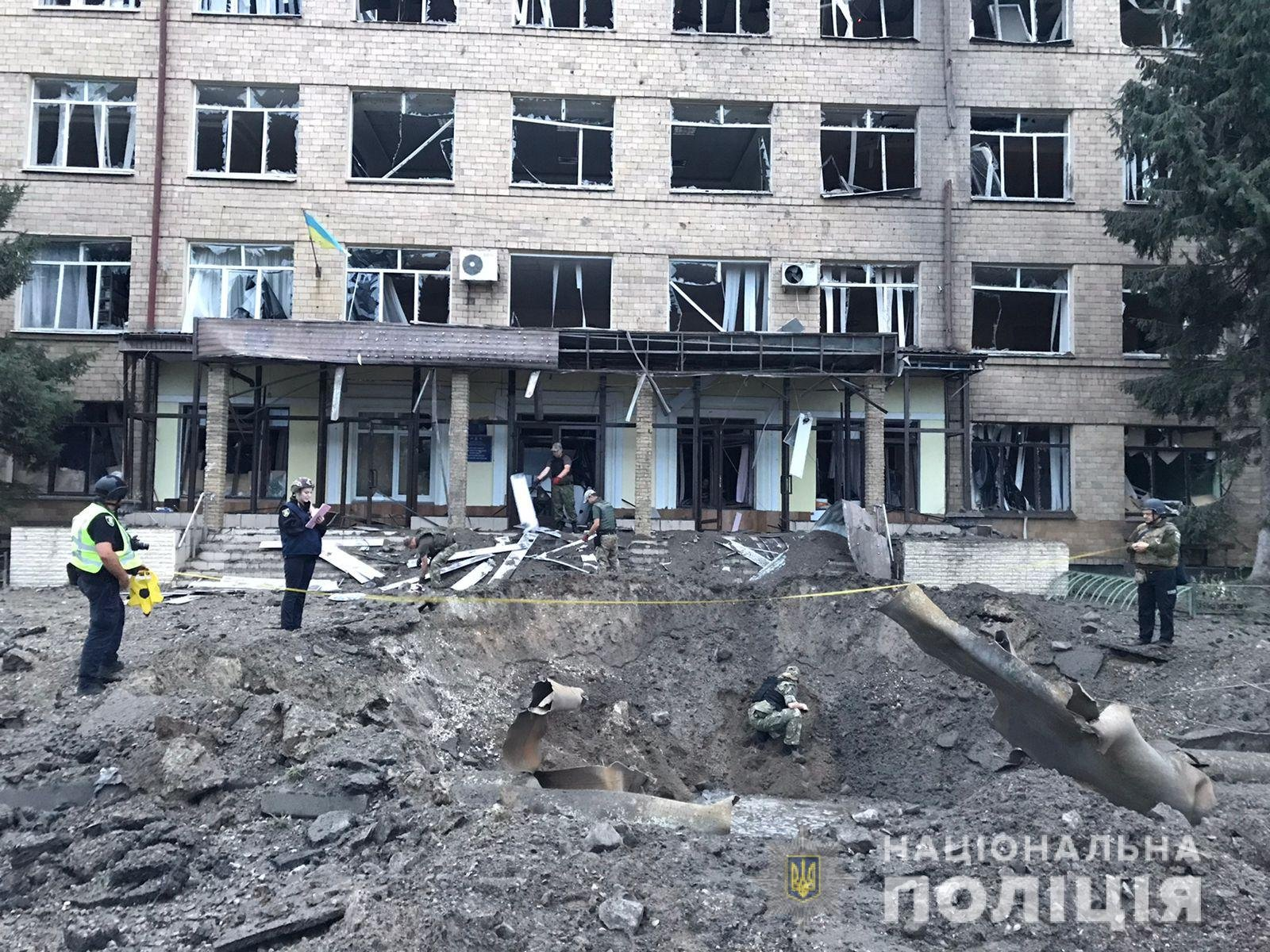
Charkowska Spółdzielcza Szkoła Handlowo-Ekonomiczna po rosyjskim ostrzale.

SG Ukrainy stwierdził, że działania zaczepne miały miejsce głównie na wschodzie kraju. W obwodzie donieckim Rosjanie usiłowali przerwać ukraińską obronę w okolicach Dołyny, lecz bez powodzenia. Próbowali również poprawić swoje położenie taktyczne w okolicach Spirnego, jednak zostali odparci. Trwały walki w okolicy Iwano-Darjiwki. Siły rosyjskie wycofały się po atakach w okolicy Zajcewego oraz w kierunku Krasnohoriwki i Pisków, gdzie nadal trwały walki. W rejonie Bachmutu ostrzelano z artylerii infrastrukturę cywilną i pozycje ukraińskie. Na kierunku charkowskim Rosjanie ostrzeliwali linię frontu z artylerii, przeprowadzili kilka ataków lotniczych oraz usiłowali zabezpieczyć logistycznie swoje oddziały i uzupełnić stan osobowy uszczuplony w wyniku poniesionych strat. Z kolei na południu Ukrainy siły rosyjskie koncentrowały się na utrzymaniu swoich pozycji, natomiast Ukraińcy zabili 15 rosyjskich żołnierzy, zniszczyli czołg, cztery BWP w rejonie Basztanki oraz dwa składy amunicji w Muzykiwce i Nowej Kachowce. Natomiast w kierunku Południowego Bugu Rosjanie atakowali wzdłuż linii frontu, prowadząc ostrzał artyleryjski i rakietowy.
Naczelny dowódca Sił Zbrojnych Wałerij Załużny stwierdził, że armia ukraińska zniszczyła ok. 20% pododdziałów armii rosyjskiej uczestniczących w wojnie na Ukrainie. Dodał również, że aktywne działania bojowe odbywały się na froncie o długości 1300 km. Z kolei generał Sir James Hockenhull, odchodzący szef brytyjskiego wywiadu wojskowego, stwierdził, że „ani Rosja, ani Ukraina nie podejmą w tym roku żadnych zdecydowanych działań wojennych na Ukrainie”. Szwedzki minister obrony Peter Hultqvist oświadczył, że jego kraj jest gotowy do bezpośredniej produkcji broni do użytku na Ukrainie.
Według brytyjskiego Ministerstwa Obrony w ciągu ostatniego tygodnia Rosjanie skupiali się przegrupowaniu swoich oddziałów w celu umocnienia pozycji na południu Ukrainy, natomiast wspierane przez Rosję siły Donieckiej Republiki Ludowej kontynuowały próby ataków na północ od Doniecka. Najcięższe walki miały miejsce we wsi Pisky, w pobliżu lotniska w Doniecku. Zdaniem Ministerstwa rosyjski atak miał na celu przejęcie kontroli nad drogą M04, głównym podejściem do Doniecka od zachodu. Z kolei ISW potwierdził, że siły ukraińskie zaatakowały kolejny raz most na tamie w Kachowskiej Elektrowni Wodnej w celu odcięcia dostaw do obwodu chersońskiego, bez których Rosjanie nie będą w stanie się bronić. W opinii Instytutu "jeżeli siły ukraińskie uszkodziły wszystkie trzy mosty i mogą powstrzymać Rosjan przed przywróceniem ich sprawności przez długi czas, rosyjskie wojska na zachodnim brzegu Dniepru stracą zdolność do bronienia się nawet przed ograniczonymi ukraińskimi kontratakami”. Z kolei źródła ukraińskie donosiły o koncentracji rosyjskich sił powietrznodesantowych na zachodzie obwodu chersońskiego. Tymczasem siły rosyjskie kontynuowały ataki i ostrzały w obwodzie donieckim, prawdopodobnie w celu odciągnęcia uwagi Ukraińców frontu południowego. Rosjanie przeprowadzili również ograniczone ataki na północny zachód od Słowiańska, na wschód od Siewierska, na południe i wschód od Bachmutu oraz na północ od Charkowa. Ponadto strona ukraińska i rosyjska ponownie oskarżyły się nawzajem o ostrzał Zaporoskiej Elektrowni Jądrowej.

### 14 sierpnia
Według Sztabu ukraińskiego Rosjanie przeprowadzili atak z „częściowym sukcesem” na kierunku Bachmutu, z kolei siły ukraińskie powstrzymały ataki na kierunku Dołyny, Wesełego, Spirnego i Iwano-Darjiwki; siły rosyjskie poniosły straty i wycofały się. Bachmut nadal był pod ostrzałem. Ostrzelano z artylerii także rejony Senkiwki w rejonie Czernihowa oraz kilka wsi w obwodzie sumskim. W obwodzie charkowskim Rosjanie kontynuowali naloty oraz ostrzały z artylerii i czołgów na obszarach kilkunastu wsi. Na kierunku słowiańskim siły rosyjskie dokonały ostrzałów z artylerii lufowej i rakietowej na wiele miejscowości. Później SG poinformował, że na kierunku słowiańskim Rosjanie prowadzili ostrzały z artylerii niedaleko miejscowości: Wełyka Komyszuwacha, Wrażiwka, Załyman, Wirnopilla, Mazaniwka i Bohorodyczne. Przeprowadzili także atak na kierunku Tychoćke–Dołyna, jednak bez powodzenia. Na kierunku bachmuckim siły rosyjskie atakowały w kierunku Sołedaru i Kodemy, po czym wycofali się. Ponadto ostrzelali za pomocą artylerii i czołgów rejony m.in. Torećka, Bachmutskego, Biłohoriwki, Kurdjumiwki i Wasyliwki. Na kierunku awdijiwskim niepowodzeniem zakończył się atak rosyjski koło Krasnohoriwki; ostrzelano także kilka miejscowości w rejonie Awdijiwki. Ukraina podała, że rosyjscy dowódcy przebywający w Chersoniu wycofali się na wschodni brzeg Dniepru, co według strony ukraińskiej spowodowało, że 20 tys. rosyjskich żołnierzy utknęło w mieście i na zachodnim brzegu rzeki.
Brytyjskie Ministerstwo Obrony ogłosiło, że Rosja była na zaawansowanym etapie planowania przeprowadzenia referendum w DRL, choć nie wiadomo, czy ostateczna decyzja o jego przeprowadzeniu została już podjęta. Ponadto władze rosyjskie prawdopodobnie „uznają dotychczasowe fiasko wojska w zajęciu całości obwodu donieckiego za komplikację w realizacji swoich maksymalistycznych celów na Ukrainie”. Według ISW wojska rosyjskie i oddziały separatystów tworzyły na Ukrainie sześć zgrupowań: pierwsze koncentrujące się wokół Charkowa i na północnym wschodzie obwodu charkowskiego (oddziały głównie z Zachodniego Okręgu Wojskowego), drugie na linii łączącej Izium i Słowiańsk (głównie bataliony ochotnicze i jednostki Wschodniego Okręgu Wojskowego), trzecie w rejonie Siewierska i Lisiczańska (głównie Centralny Okręg Wojskowy oraz jednostki DRL i ŁRL), czwarte w okolicach Bachmutu (Grupa Wagnera, jednostki ŁRL i Zachodniego Okręgu Wojskowego), piąte w pobliżu Awdijiwki i Doniecka (jednostki ŁRL) i szóste na południu Ukrainy (Południowy i Wschodni Okręg Wojskowy oraz jednostki powietrznodesantowe i Rosgwardii). W opinii Instytutu taki rozkład sił sugerował, że priorytetem dla Rosjan była ofensywa w okolicy Bachmutu i ewentualnie w kierunku Siewierska. Tymczasem siły rosyjskie przeprowadziły ataki na północ od Charkowa, na północny zachód od Słowiańska, na wschód od Siewerska i dokonały postępów wokół Bachmutu. Według doniesień strony ukraińskiej, zaatakowano siły grupy Wagnera w Popasnej, zadając straty. Siły ukraińskie uderzyły ponownie w most Antonowski, prawdopodobnie uniemożliwiając Rosjanom przerzucanie ciężkiego sprzętu na wszystkich trzech mostach drogowych na prawym brzegu Dniepru.

### 15 sierpnia
Sztab Ukrainy podał, że Rosjanie zaatakowali wsie na północ od Mikołajowa, jednak ponieśli duże straty i wycofali się. W nocy siły rosyjskie ostrzelały z artylerii m.in. obwody czernihowski i sumski oraz kontynuowały atak w kierunku położonych na wschodzie kraju Kramatorska i Bachmutu. Prowadziły również operacje ofensywne w kierunku Wołodymyriwki i Strapiwki w obwodzie donieckim; Ukraińcy odparli ataki, jednak walki trwały nadal w pobliżu wsi Bachmutskie. Armia ukraińska poinformowała także o odparciu rosyjskich ataków na Sołedar, Słowiańsk, Wuhłedar, Pisky i Perwomajsk. Z kolei pozycje ukraińskie na całym froncie były ostrzeliwane z artylerii. Rada Najwyższa Ukrainy przedłużyła stan wojenny o kolejne 90 dni, do 21 listopada 2022 roku. 
Ukraina podała, że trafiła rakietą HIMARS w miejsce wykorzystywane jako kwatera główna Grupy Wagnera. Szef władz obwodu ługańskiego Serhij Hajdaj stwierdził, że lokalizację ujawnił rosyjski dziennikarz Siergiej Sreda. Zdjęcie zamieszczone w internecie przedstawiało znak z ulicą w Popasnej. Według promoskiewskiego blogera atak HIMARS na jedną z lokalizacji Grupy Wagnera w Popasnej został potwierdzony przez źródła w Donbasie.
Według Ministerstwa Obrony Wielkiej Brytanii Flota Czarnomorska przyjęła postawę defensywną; wspierała ofensywy lądowe sił rosyjskich, używając pocisków dalekiego zasięgu, jednak nie sprawowała skutecznej kontroli nad Morzem Czarnym. Zdaniem Ministerstwa ograniczona skuteczność Floty Czarnomorskiej osłabiła strategię inwazyjną Rosji, w wyniku czego zagrożenie desantem na Odessę zostało w dużej mierze zneutralizowane. Wobec tego Ukraina mogła skierować siły i zasoby w inne miejsca konfliktu. Z kolei ISW poinformowało, że część żołnierzy z Ługańskiej Republiki Ludowej odmówiła kontynuowania walki w obwodzie donieckim, a kolejne podziały wewnątrz wojsk pod przewodnictwem Rosji mogły osłabić rosyjską ofensywę. Tymczasem siły rosyjskie próbowały przeprowadzić kilka ograniczonych ataków na północny zachód od Słowiańska oraz przeprowadziły wiele ataków na wschód i południowy wschód od Siewierska oraz na północny i południowy wschód od Bachmutu. Rosjanie kontynuowali również ataki na zachód, północny i południowy zachód od Doniecka oraz przeprowadzili ograniczony atak lądowy na północ od Charkowa. Z kolei władze rosyjskie kontynuowały przygotowania do integracji zajętych terenów z Rosją.

### 16 sierpnia
Według SG Ukrainy Rosjanie skupiali się na przejęciu pełnej kontroli nad obwodami donieckim i ługańskim, na utrzymaniu zajętych terenów obwodu chersońskiego i części regionów charkowskiego, zaporoskiego i mikołajowskiego oraz na blokowaniu połączeń morskich Ukrainy na Morzu Czarnym. Ponadto próbowali przeprowadzić atak koło Mazaniwki, jednak wobec niepowodzenia wycofali się. Nieudane były również ataki koło Iwano-Darjiwki w rejonie bachmuckim. Stratami i wycofaniem się sił rosyjskich zakończyły się ataki w okolicy Sołedaru, Zajcewego i Majorska. Rosjanie prowadzili także szturmy niedaleko Nowomychajliwki i koło miejscowości Newelske, w których nadal trwały walki. Wojska rosyjskie ostrzelały z artylerii i czołgów miejscowości na kierunku słowiańskim. W pobliżu Nowej Dmytriwki i Dibriwnego zastosowano amunicję zapalającą. Ostrzelano także rejon Kramatorska i okoliczne miejscowości oraz obszary wokół Awdijiwki. Później Sztab podał, że siły rosyjskie ostrzelały m.in. tereny obwodów czernihowskiego, sumskiego i charkowskiego oraz okolice Słowiańska, Kramatorska i Bachmutu; Rosjanie starali się również poprawić pozycję taktyczną, lecz ponieśli straty i wycofali się. Ostrzelano także Łebiaże na wschód od Charkowa i Dowhenke na północny zachód od Słowiańska. Odparto kilku rosyjskich ataków na różnych odcinkach frontu.
Brytyjski MON poinformował, że rosyjscy dowódcy byli zaniepokojeni sytuacją na Krymie w wyniku eksplozji, do których doszło w ostatnich dniach. Do tej pory Krym funkcjonował jako strefa bazowa dla okupacji, jednak w ostatnim czasie pogorszyło się jego bezpieczeństwo. Ponadto na półwyspie doszło do kolejnej eksplozji składu amunicji w pobliżu miejscowości Dżankoj (ważny węzeł drogowy i kolejowy), gdzie została uszkodzona pobliska linia kolejowa i podstacja elektryczna. Według rosyjskiego Ministerstwa Obrony do wybuchu amunicji doszło w okolicy osady Majskoje, w rejonie dżankojskim, a ich przyczyną był pożar obiektu lub „sabotaż”. Zostały ranne dwie osoby, a okoliczni mieszkańcy w obrębie 16 km zostali ewakuowani (ponad 2 tys. osób). Ukraiński urzędnik stwierdził, że za eksplozją stała elitarna jednostka wojskowa Ukrainy.
CNN, powołując się na zachodnich i ukraińskich urzędników, podało, że siły rosyjskie miały problemy z zaopatrzeniem swoich pozycji w pobliżu Chersonia z powodu wcześniejszego uszkodzenia mostów w obwodzie chersońskim i rzekomych ukraińskich ataków na Krymie.
W opinii ISW ataki na Krymie zbiegły się z kontrofensywą SZ Ukrainy w obwodzie chersońskim; według ekspertów „ataki na pozycje rosyjskie na Krymie i wokół niego są prawdopodobnie częścią konsekwentnej kontrofensywy Ukrainy mającej na celu odzyskanie kontroli nad zachodnim brzegiem Dniepru”. Zdaniem Instytutu  rezultatem kontrofensywy będzie prawdopodobnie zakłócenie zdolności Rosjan do wsparcia wojsk na zachodnim brzegu Dniepru oraz ich ochrony przy pomocy lotnictwa i artylerii. Tymczasem siły rosyjskie przeprowadziły ataki na froncie wschodnim, jednak nie posuwały się na północny zachód od Słowiańska i na wschód od Siewierska. Rosjanie przeprowadzili operacje ofensywne wokół Bachmutu, na południowy zachód od Awdijiwki i na południowy zachód od Doniecka oraz nieudane ataki w północnym i północno-zachodnim obwodzie chersońskim. Z kolei OSW podał, że w obwodzie donieckim trwały ciężkie walki na kilku kierunkach. Ukraińcy starali się utrzymać pozycje na obrzeżach Bachmutu, w miejscowościach na północny i południowy wschód od miasta, a także na wschód od Siewierska. Rosyjskie ataki w kierunku Wesełego i Wyjimki potwierdziły, że siły ukraińskie opuściły pozycje wzdłuż drogi Bachmut–Lisiczańsk i zorganizowały obronę na wschód od trasy Bachmut–Siewiersk. Rosjanie zaatakowali w kierunku zachodnim z Gorłówki i poszerzyli obszar walk na zachód od Doniecka. Ukraińcy powstrzymali atak w rejonie Awdijiwki i na północ od niej w kierunku Kramatorska oraz odpierali ataki na Marjinkę oraz miejscowości na południe i południowy zachód od niej. Poza Donbasem walki toczyły się rzadko; wojska ukraińskie odparły ataki na łączeniu obwodów chersońskiego i mikołajowskiego, na północ od Charkowa i na pograniczu obwodów charkowskiego i donieckiego. Rosjanie zintensyfikowali ataki lotnicze na cele wojskowe i cywilne oraz kontynuowali ostrzał pozycji ukraińskich na całej linii frontu. Celem ataków był Charków, Słowiańsk, Kramatorsk, Awdijiwka, Bachmut, rejony krzyworoski i nikopolski obwodu dniepropetrowskiego, okolice Hulajpołe i Orichiw oraz Mikołajów i Bereznehuwate. Z kolei Ukraińcy atakowali głównie bazy i składy amunicji w obwodach chersońskim, zaporoskim i ługańskim.

### 17 sierpnia

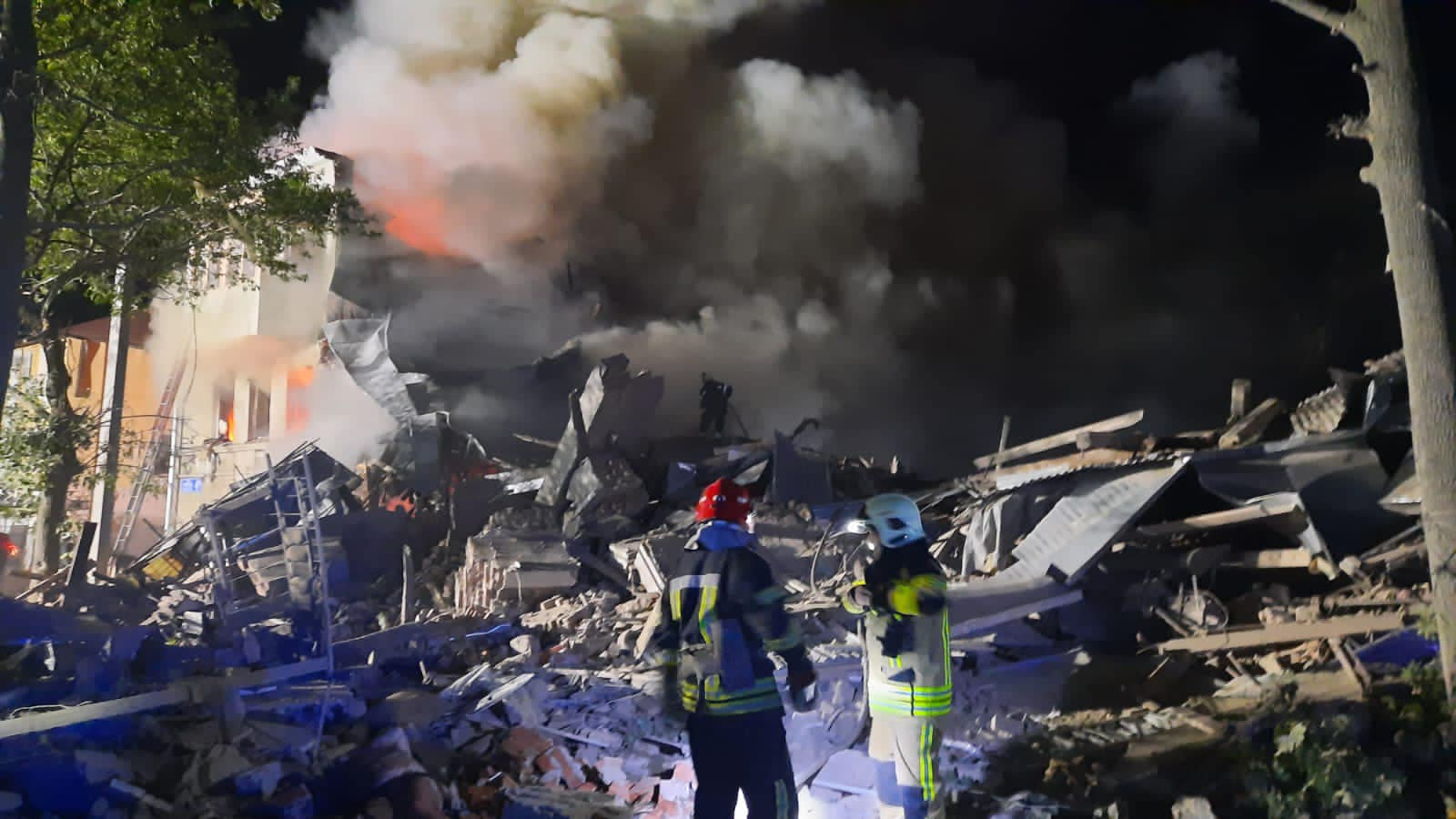
Charków po rosyjskim ostrzale; siedem osób zginęło, a 17 zostało rannych.

Sztab Ukrainy poinformował, że siły rosyjskie odniosły „częściowy sukces” w rejonie Nowomychajliwki i Opytnego w obwodzie donieckim, natomiast na pozostałych odcinkach frontu w Donbasie siły ukraińskie odparły próby ataków. Rosyjskie ataki w kierunkach Nowodymytriwki i Mazaniwki zakończyły się niepowodzeniem. Pod ostrzałem znalazły się główne miasta Donbasu, w tym Kramatorsk, Bachmut, Awdijiwka oraz okoliczne miejscowości, gdzie użyto artylerii, czołgów i samolotów. Ukraińska armia poinformowała o zniszczeniu rosyjskiej bazy w Nowej Kachowce przy użyciu rakiet HIMARS, w wyniku czego zginęło 12 Rosjan, a 10 zostało rannych. Ponadto co najmniej 11 osób zginęło, a ok. 35 zostało rannych w wyniku rosyjskich ataków rakietowych na dzielnice mieszkaniowe Charkowa i Krasnohrad.
Szef okupowanego Krymu Siergiej Aksionow poinformował, że rosyjskie FSB rozbiło sześcioosobową komórkę islamskiego ugrupowania Hizb at-Tahrir, działającą w Dżankoj i Jałcie. Stwierdził, że jej działania były kierowane z Ukrainy, nie przedstawiając jednak żadnych dowodów. Z kolei Agencja Żydowska podała, że od początku wojny ok. 20,5 tys. Żydów opuściło Rosję; wśród nich był były naczelny rabin Pinchas Goldschmidt, który opuścił FR, ponieważ odmówił poparcia dla rosyjskiej inwazji na Ukrainę.
Według ISW w rosyjskiej przestrzeni informacyjnej coraz częściej mówiono o atakach na rosyjskie zasoby wojskowe na Krymie jak o aktach terroryzmu. Miało to na celu odwrócenie uwagi od łamania przez Rosję prawa międzynarodowego i wezwań do uznania tego kraju jako sponsora terroryzmu. Strona rosyjska błędnie określiła ataki na kwaterę główną Floty Czarnomorskiej, skład amunicji i bazę lotniczą jako akty terrorystyczne. Tymczasem Rosjanie przeprowadzili kilka nieudanych ataków w pobliżu granicy obwodów charkowskiego i donieckiego na obszarach leśnych. Siły rosyjskie bezskutecznie atakowały miejscowości na południowy wschód od Siewierska oraz przeprowadziły kilka ataków na północny wschód i południe od Bachmutu; próbowali także poprawić swoje pozycje w pobliżu Gorłówki. Rosjanie osiągnęli również ograniczone postępy na północny zachód od Doniecka i w pobliżu granicy obwodu zaporoskiego i donieckiego. Ponadto przygotowywali się do obrony swoich linii komunikacyjnych w trójkącie Melitopol–Tokmak–Berdiańsk przez osady górnicze w obwodzie zaporoskim.

### 18 sierpnia

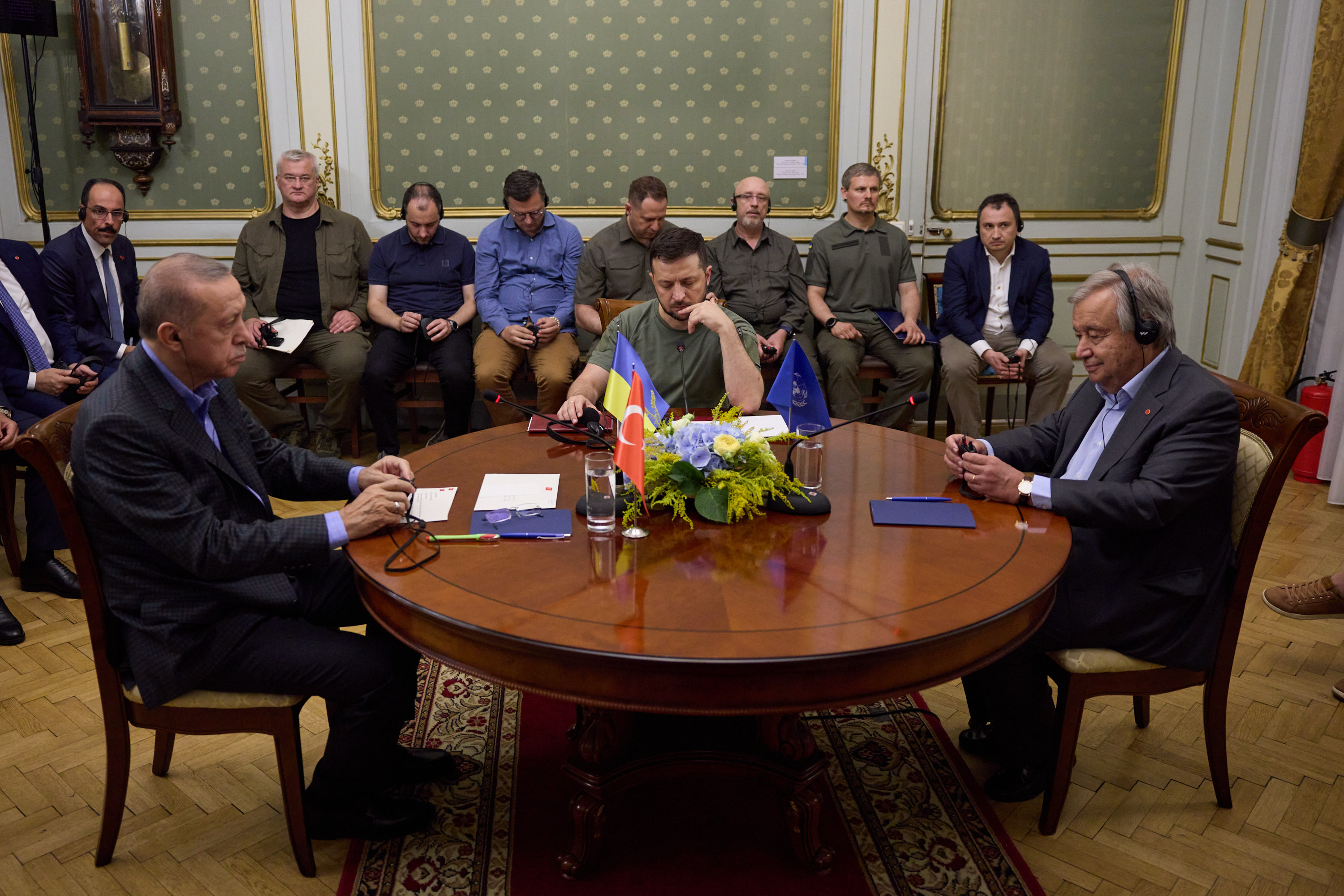
Spotkanie prezydenta Zełenskiego z prezydentem Turcji Recepem Tayyipem Erdoğanem i sekretarzem generalnym ONZ António Guterresem we Lwowie.

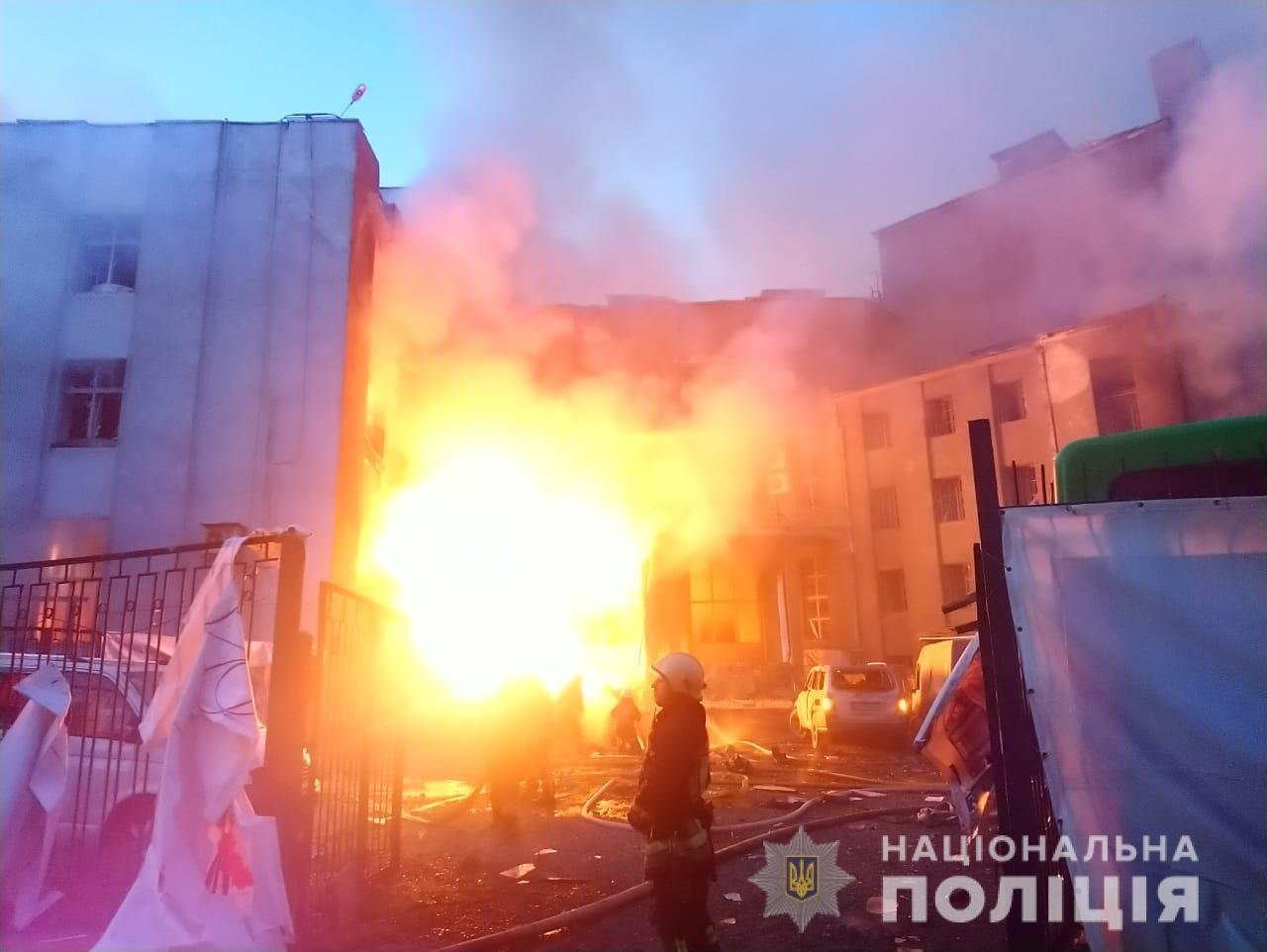
Pałac kultury kolejarzy w Charkowie po rosyjskim nalocie.

Ukraiński SG stwierdził, że Rosjanie skupiali się na zdobyciu pełnej kontroli nad obwodem ługańskim i donieckim oraz na utrzymaniu obszarów w obwodach chersońskim, charkowskim, zaporoskim i mikołajowskim, a także na przywróceniu zdolności bojowej swoim oddziałom, które poniosły straty. Siły rosyjskie przeprowadziły nieudany atak na kierunku Mykołajiwka–Wyjimka, jednak poniosły straty i wycofały się. Podobnie było w okolicach Bachmutu. Rosjanie prowadzili ostrzał w obwodach zaporoskim, charkowskim, ługańskim i donieckim. Z kolei ukraińscy żołnierze zadawali straty siłom rosyjskim na wszystkich kierunkach, gdzie toczyły się walki. Brytyjskie Ministerstwo Obrony podało, że Charków był jednym z najczęściej ostrzeliwanych miast od początku inwazji. Usytuowane ok. 15 km od linii frontu miasto poważnie ucierpiało, ponieważ pozostawało w zasięgu rosyjskiej artylerii; Wieloprowadnicowe wyrzutnie rakiet i niedokładna broń obszarowa spowodowały zniszczenia dużej części miasta. Zdaniem MON Rosjanie utrzymywali sektor charkowski w niewielkim stopniu, jednak prowadzili lokalne naloty i ataki sprawdzające siły ukraińskie. Prawdopodobnie próbowali zmusić Ukrainę do utrzymania znaczących sił w tym regionie, aby uniemożliwić ich wykorzystanie jako sił kontratakujących w innych miejscach.
We Lwowie odbyło się trójstronne spotkanie sekretarza generalnego ONZ António Guterresa, prezydenta Turcji Recepa Tayyipa Erdoğana i prezydenta Ukrainy Wołodymyra Zełenskiego. Tematy poruszane na spotkaniu obejmowały bezpieczeństwo Zaporoskiej Elektrowni Jądrowej, umowę o eksporcie zboża oraz wymianę jeńców wojennych.
Według ISW Rosja od 6 lipca nie ogłosiła nowych zdobyczy terytorialnych na Ukrainie. W międzyczasie władze rosyjskie prawdopodobnie przygotowywały grunt pod prowokację w Zaporoskiej Elektrowni Jądrowej, aby obwinić Ukrainę za jej ewentualne skutki. Tymczasem siły rosyjskie przeprowadziły ataki na południe od Siewierska, na północny wschód i południe od Bachmutu oraz na północ, zachód i południowy zachód od Doniecka. Rosjanie przeprowadzili także nieudany atak lądowy na osi zaporoskiej. Z kolei ukraińscy urzędnicy potwierdzili ataki na rosyjską bazę wojskową i magazyn w obwodzie chersońskim. Rosyjskie źródła donosiły także o kolejnych eksplozjach na Krymie, w tym w pobliżu mostu przez Cieśninę Kerczeńską, łączącego półwysep z Rosją, oraz na rosyjskim lotnisku Belbek na północ od Sewastopola. Natomiast OSW podał, że Rosjanie kontynuowali atak w pobliżu Bachmutu; trwały walki na północny i południowy wschód od miasta. Ukraińcy odparli atak na wschód od drogi Bachmut–Siewiersk oraz na północ i zachód od Gorłówki, nie powstrzymali jednak Rosjan na północny i południowy zachód od Doniecka, gdzie odnieśli „częściowy sukces”. Trwały walki o Perwomajk oraz rejon przemysłowy Awdijiwki. Powstrzymano także ataki na łączeniu obwodów charkowskiego i donieckiego. W obwodzie charkowskim Ukraińcy odparli ataki na północ od miejscowości Barwinkowe oraz na wschód od Czuhujewa. Toczyły się walki o Biłohirkę. Niepowodzeniem zakończyły się także próby rosyjskiego natarcia w rejonie Nowohryhoriwki. Artyleria i lotnictwo Rosjan atakowały Mikołajów i Nikopol oraz pozycje ukraińskie na całej linii frontu, głównie rejony bogoduchowski i czuhujewski, Awdijiwkę, Bachmut, miejscowości koło Krzywego Rogu oraz rejon basztański. Rakiety spadły również na lotnisko wojskowe Ozerne w obwodzie żytomierskim oraz infrastrukturę w rejonie Odessy i w Zaporożu. Z kolei ukraińskie artyleria i lotnictwo przeprowadziły kilka ataków na pozycje rosyjskie w rejonach walk, głównie na łączeniu obwodów mikołajowskiego i chersońskiego oraz ostrzelano rosyjski sztab w Lisiczańsku.

### 19 sierpnia

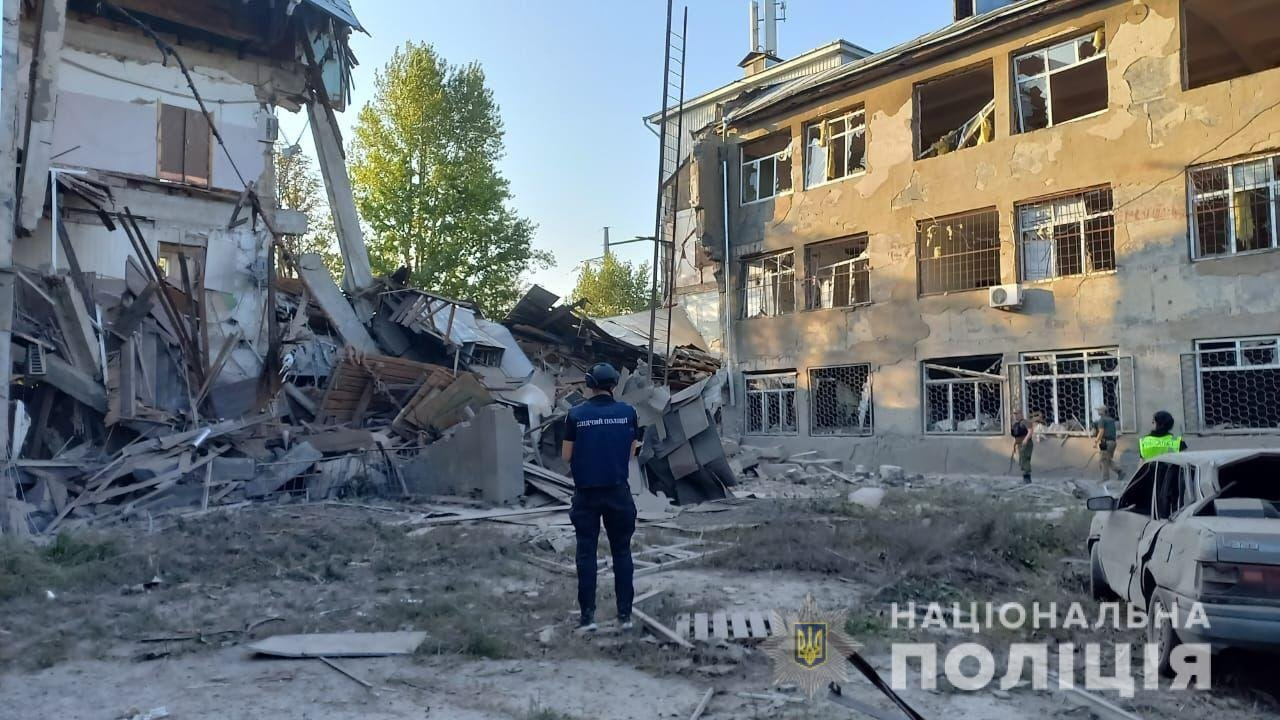
Budynek edukacyjny nr 4 Narodowego Technicznego Uniwersytetu Politechniki Charkowskiej po rosyjskim ostrzale.

Siły zbrojne Ukrainy ponownie uderzyły w most na Dnieprze w obwodzie chersońskim, dopiero co odbudowany przez wojska rosyjskie po poprzednim ataku. Według brytyjskiego Ministerstwa Obrony w ostatnim tygodniu na linii frontu odnotowano jedynie minimalne zmiany. Od początku sierpnia Rosjanie podeszli pod obrzeża Bachmutu, jednak nie wdarli się na teren zabudowany. Nie podjęli też większych wysiłków w celu zdobycia większych obszarów w regionie Zaporoża i Charkowa. Na południowym zachodzie zarówno siły ukraińskie, jak i rosyjskie nie poczyniły postępów w obwodzie chersońskim, jednakże coraz częstsze eksplozje za rosyjskimi liniami wywierały presję na rosyjską logistykę i bazy lotnicze na południu. Zdaniem Ministerstwa była mała szansa, aby w ciągu najbliższego tygodnia sytuacja miała ulec zmianie. Siły rosyjskie ograniczały się do podejmowania ograniczonych lokalnych ataków, rzadko angażując większą ilość wojska.
Rząd USA ogłosił 19. pakiet pomocy wojskowej dla Ukrainy o wartości ok. 775 mln dolarów, który obejmował 15 dronów obserwacyjnych ScanEagle, rakiety HIMARS, 1000 pocisków przeciwpancernych Javelin, ok. 40 pojazdów MRAP, 16 dział 105 mm i kolejne pociski AGM-88 HARM.
W opinii ISW ukraińskie ataki na rosyjskie obiekty wojskowe na Krymie i w okupowanym obwodzie chersońskim wywołały panikę wśród Rosjan. W wyniku tego władze rosyjskie zwiększały środki bezpieczeństwa na półwyspie, m.in. tworząc w Sewastopolu punkty kontrolne, aby przeszukiwać ukraińskie samochody w obawie przed sabotażem. Z kolei wywiad ukraiński podał, że Rosjanie planowali procesy pokazowe ukraińskich jeńców, w tym. obrońców Azowstalu z Mariupola, prawdopodobnie w Dzień Niepodległości Ukrainy (24 sierpnia) w celu utrwalania kontroli nad zajętymi obszarami kraju i stworzenia warunków do demoralizowania wojsk ukraińskich. Tymczasem Rosjanie przeprowadzili ograniczone ataki lądowe na północ od Charkowa, na południowy zachód i wschód od Iziumu, na wschód od Siewierska oraz na południe i wschód od Bachmutu. Bezskutecznie atakowali również miejscowości na południu Ukrainy. Ponadto władze rosyjskie na okupowanych obszarach zacieśniały kontrolę nad infrastrukturą oświatową, przygotowując się do nowego roku szkolnego.

### 20 sierpnia

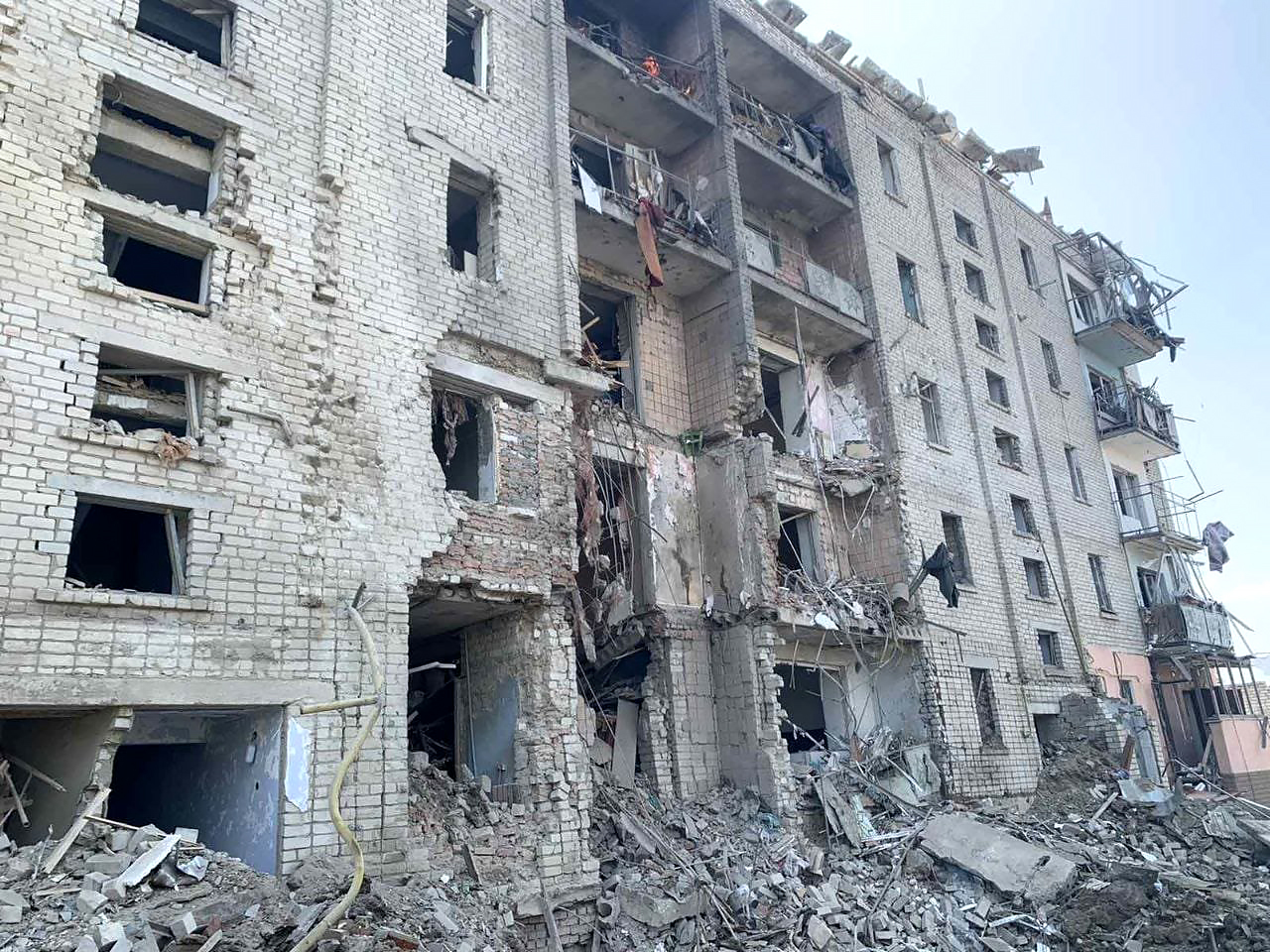
5-piętrowy blok w Wozniesieńsku po rosyjskim ostrzale; ok. 14 osób zostało rannych, w tym troje dzieci.

Według Sztabu Ukrainy odparto kilka rosyjskich ataków w obwodzie donieckim. Na kierunku mikołajowskim Rosjanie przeprowadzili ataki w stronę miejscowości Wasylki i Błahodatne, gdzie odnieśli częściowy sukces, zajmując południowe obrzeża tej drugiej miejscowości; walki trwały dalej. Siły rosyjskie prowadziły także ostrzały artyleryjskie i moździerzowe m.in. w obwodzie charkowskim, czernihowskim, sumskim i zaporoskim. W obwodzie donieckim w kilku miejscach prowadzili rozpoznanie walką, jednak wszędzie zostali odparci. Co najmniej 14 osób zostało rannych podczas ostrzału dzielnicy mieszkalnej w Wozniesieńsku w obwodzie mikołajowskim.
ISW podało, że Rosja prawdopodobnie będzie musiała wycofać część swoich sił z linii frontu, aby utrzymać kontrolę nad okupowanym Krymem. Tymczasem Rosjanie przeprowadzili nieudane ataki na całej osi wschodniej oraz próbowali ograniczonych ataków na północ od Charkowa, które nie odniosły sukcesu. Niepowodzeniem zakończyło się także kilka ataków na północny zachód od Chersonia i na wschód od Mikołajowa. Z kolei siły ukraińskie w dalszym ciągu atakowały rosyjskie składy amunicji i pozycje w obwodach chersońskim i zaporoskim. Siły rosyjskie kontynuowały wysiłki mobilizacyjne, w tym przymusową mobilizację na zajętych obszarach. Ponadto władze rosyjskie stosowały środki przymusu w celu wymuszenia współpracy cywilów z władzami okupacyjnymi.

### 21 sierpnia

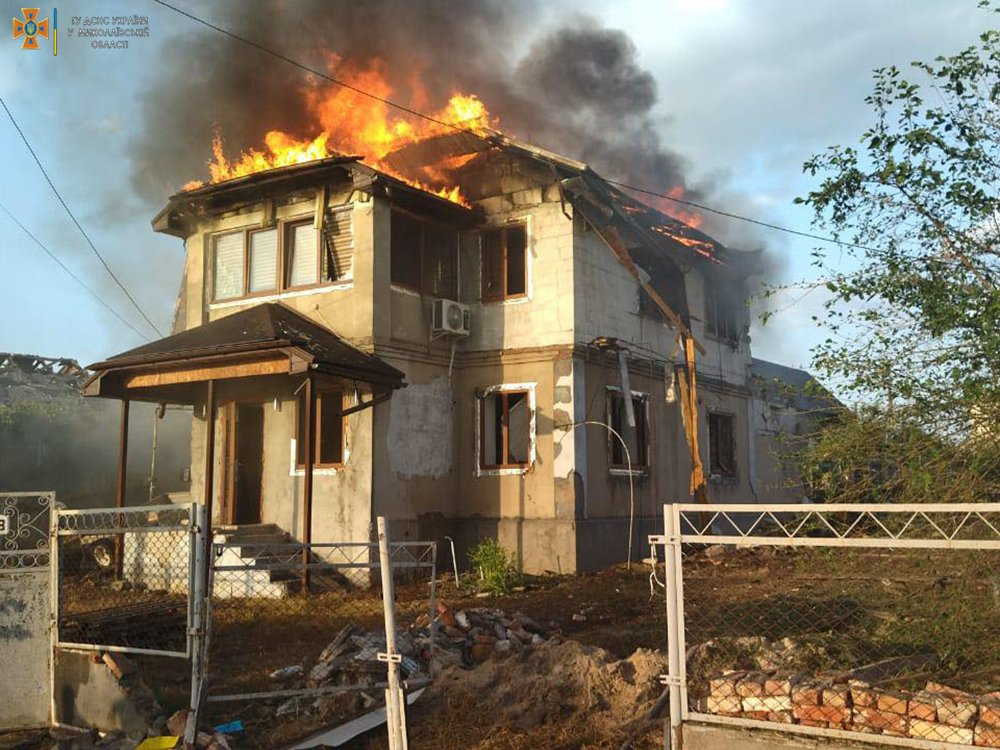
Dom w Basztance po rosyjskim ostrzale.

SG Ukrainy podał, że Rosja zamknęła przestrzeń powietrzną w obwodach woroneskim, biełgorodzkim i lipieckim do czwartku 25 sierpnia br. Siły rosyjskie odniosły także „częściowy sukces” podczas ataku na osi Łoziwskij–Pisky i Wasylky–Błahodatne. Kilka innych ataków w Donbasie zostało odpartych, a Rosjanie wycofali się. Później Sztab poinformował, że Rosjanie odnieśli „częściowy sukces” niedaleko Błahodatnego na granicy obwodów mikołajowskiego i chersońskiego. Pozostałe ataki w obwodzie donieckim zakończyły się niepowodzeniem. Walki trwały m.in. koło Sołedaru, Werszyny, Kodemy, Zajcewego, w okolicach Marjinki i Pisków, pod Dibriwnem, Mazaniwką i Dołyną na północny zachód od Słowiańska oraz niedaleko Spirnego i Wesełego. Rosjanom nie udało się przełamać ukraińskiej obrony w Biłohoriwce. Siły rosyjskie kontynuowały ostrzał miejscowości w północnym i południowo-wschodnim obwodzie charkowskim. Za pomocą czołgów i artylerii zaatakowali m.in. miejscowości Switłyczne, Słatyne, Pytomnyk i Husariwka. Odnotowano również ataki na wsie w obwodzie sumskim. W opinii brytyjskiego MON Rosja miała coraz większe problemy z motywowaniem sił pomocniczych, wykorzystywanych do uzupełnienia regularnych wojsk w Donbasie, a niektóre jednostki były uważane za niepewne w walce. 
Według ISW znaczące postępy i zdobycze terytorialne Rosjan na Ukrainie w najbliższych miesiącach wydawały się mało prawdopodobne, ponieważ siły rosyjskie nie posiadały zdolności przekształcenia sukcesów taktycznych w postępy operacyjne. Zdaniem Instytutu „niezdolność do wykorzystania zdobyczy terytorialnych m.in. wokół Bachmutu i Awdijiwki była przykładem bardziej fundamentalnego problemu rosyjskiej armii – braku umiejętności przekształcenia zdobyczy taktycznych w sukcesy operacyjne”. Wojska rosyjskie wiele razy pokazały, że nie są w stanie wykorzystać postępów taktycznych do skutecznego manewrowania na tyłach przeciwnika lub rozbicia ukraińskiej obrony, w wyniku czego „Ukraińcy mają ciągłą możliwość taktycznego odwrotu i zajęcia nowych pozycji obronnych, które Rosjanie muszą od nowa atakować”. Według wywiadu ukraińskiego, Rosja i Białoruś porozumiały się ws. naprawy uszkodzonego rosyjskiego sprzętu lotniczego w celu ponownego wykorzystania go na Ukrainie. Tymczasem siły rosyjskie przeprowadziły kilka nieudanych ataków na południowy zachód i wschód od Iziumu oraz rozpoczęły atak na południowy wschód od Siewierska oraz na północny wschód i południe od Bachmutu. Rosjanie osiągnęli również ograniczone postępy na zachód od Doniecka, a następnie przeprowadzili nieudane ataki na południowy zachód od tego miasta oraz kontynuowali ataki na miejscowości na północny i południowy zachód od Awdijiwki. Siły rosyjskie przeprowadziły także kilka ataków na froncie południowym i częściowo posuwały się na wschód od Mikołajowa.

### 22 sierpnia

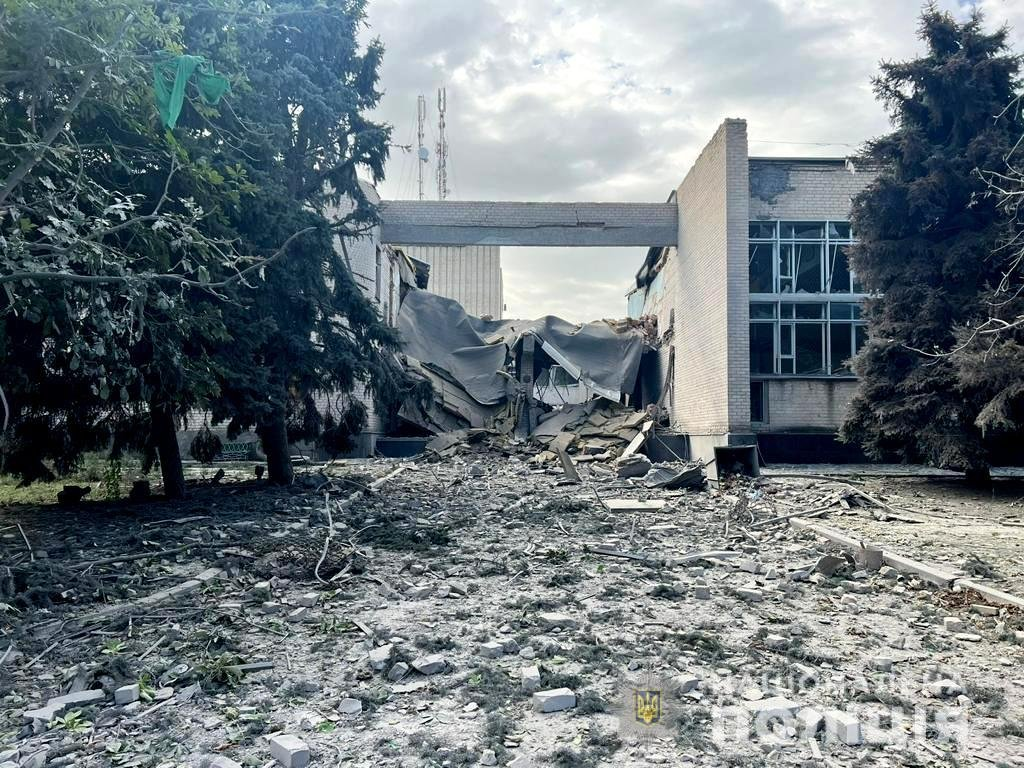
Kompleks sportowy w Hulajpołe po rosyjskim ostrzale.

Rzeczniczka dowództwa Południe Natalia Humeniuk podała, że armia ukraińska ponownie zaatakowała most Antonowski pod Chersoniem, w wyniku czego został zniszczony w takim stopniu, że naprawienie i wykorzystanie go do celów militarnych stało się niemożliwe (brak możliwości transportu żołnierzy i sprzętu wojskowego). Według agencji UNIAN Ukraińcy dokonali ok. 8–10 uderzeń, w wyniku których zawaliło się jedno z przęseł. Z kolei brytyjskie Ministerstwo Obrony poinformowało, że Rosjanie rozpoczęli budowę nowego mostu pontonowego na Dnieprze, bezpośrednio obok uszkodzonego drogowego mostu Antonowskiego. Przeprawa będzie kluczowym łącznikiem między Chersoniem a wschodem o zwiększonej przepustowości w porównaniu z dotychczasową przeprawą promową.
Według ISW ukraińscy partyzanci w dalszym ciągu atakowali siły rosyjskie na zajętych obszarach Ukrainy. Ukraińskie Centrum Ruchu Oporu podało, że partyzanci aktywnie podkopywali plany przeprowadzenia referendum w obwodzie chersońskim, w wyniku którego miał zostać włączony ten obwód do FR. Tymczasem siły rosyjskie przeprowadziły lokalne ataki na południowy wschód i zachód od Iziumu oraz ataki lądowe na południowy wschód od Siewierska oraz na północny wschód i południe od Bachmutu. Rosjanie kontynuowali również próby posuwania się naprzód z północnych i zachodnich obrzeży Doniecka i przeprowadziły ograniczone ataki na południowy zachód od miasta. Poczynili także niewielkie postępy na linii Mikołajów–Chersoń. Według ukraińskiego wywiadu władze ŁRL mają rozpocząć 1 września 2022 roku powszechną mobilizację. OSW podał, że w obwodzie donieckim trwały walki na sześciu kierunkach, a najcięższe miały miejsce w rejonie Bachmutu, na zachód od Gorłówki i na północny zachód od Doniecka. Ukraińcy utrzymywali pozycje na wschód od dróg łączących Bachmut z Siewierskiem i Gorłówką. Siły ukraińskie odparły atak na Awdijiwkę i Krasnohoriwkę. Z kolei na północny zachód od Doniecka Ukraińcy powstrzymali ataki na linii Perwomajśke–Newelśke. Niepowodzeniem zakończył się także atak na Marjinkę i obrzeża Wuhłedaru. Rosjanie nasilili działania na kierunku Mikołajowa, atakując pozycje ukraińskie na południe i zachód od miasta. Po dwudniowych walkach Rosjanie osiągnęli częściowy sukces i zajęli pozycje w Błahodatnem. Toczyły się także walki na granicy obwodów chersońskiego i dniepropetrowskiego. Siły rosyjskie atakowały pozycje ukraińskie 20 km od centrum Charkowa, na kierunku Wełykej Komyszuwachy, na zachód od drogi Izium–Barwinkowe oraz na łączeniu obwodów charkowskiego i donieckiego. Rosyjskie artyleria atakowała na pozycje ukraińskie na całej linii frontu. Głównymi celami był Charków, Mikołajów, rejony basztański, rejony krzyworoski, nikopolski i synelnykiwski, miejscowości w okolicach Zaporoża, Kramatorsk i obwody sumski i czernihowski. Z kolei ukraińskie artyleria i lotnictwo atakowały pozycje i zaplecze rosyjskie w obwodzie chersońskim; głównym celem była Nowa Kachowka, a także składy amunicji na lotniskach Czornobajiwka i Melitopol. Ukraińcy zniszczyli także skład amunicji w Doniecku i bazę remontową koło Ałczewska.

### 23 sierpnia

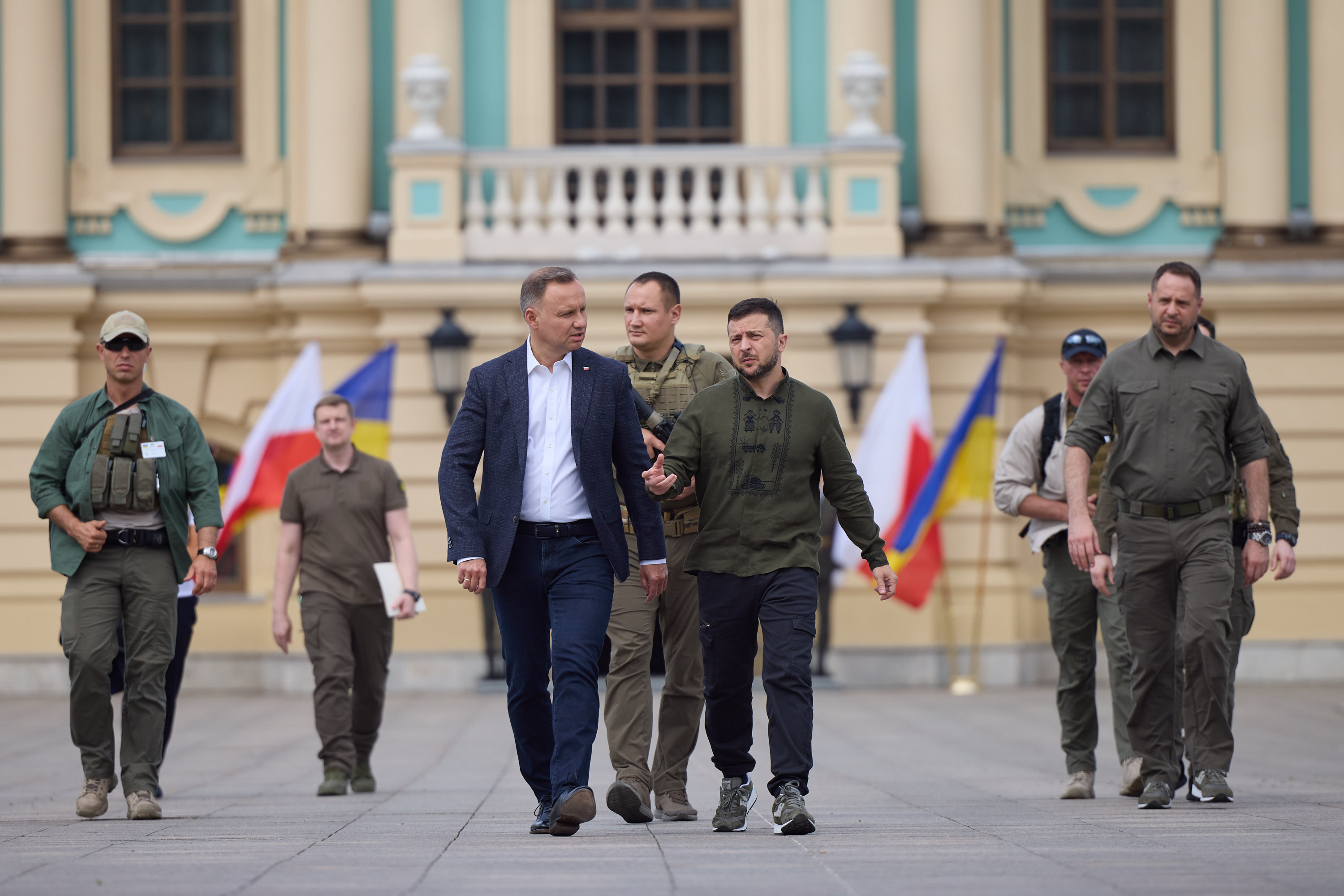
Spotkanie prezydenta Zełenskiego z prezydentem Polski Andrzejem Dudą w Kijowie.

Sztab Ukrainy stwierdził, że siły rosyjskie skupiły się na zdobyciu kontroli nad całym obwodem donieckim, utrzymaniu zajętych terenów obwodu chersońskiego, charkowskiego, zaporoskiego i mikołajowskiego, a także na odnowieniu zdolności bojowych swoich oddziałów. Rosjanie kontynuowali ataki na kierunkach bachmuckim i awdijiwskim. Przeprowadzili nieudane ataki w rejonie Bachmutskego i Kodemy oraz w kierunku Pisky i Newelskego. Wojska rosyjskie ostrzelały również miejscowości i pozycje ukraińskie wzdłuż linii frontu oraz kontynuowały ataki lotnicze i rakietowe na cele cywilne. Ministerstwo Obrony Wielkiej Brytanii podało, że ofensywa w Donbasie przyniosła niewielkie postępy, a Rosja spodziewała się ukraińskiego kontrataku. Pod względem operacyjnym siły rosyjskie cierpiały na niedobory amunicji, sprzętu i personelu. Z kolei siła dyplomatyczna Rosji uległa zmniejszeniu, a długoterminowe perspektywy gospodarcze dla tego gospodarcze były ponure. Po sześciu miesiącach wojna okazała się dla Rosji zarówno kosztowna, jak i strategicznie szkodliwa.
Według ISW rosyjskie źródła rządowe potwierdziły, że ukraińskie dzieci były wywożone do Rosji i oddawane do adopcji Rosjanom; m.in. urząd ds. rodziny i dzieci w Kraju Krasnodarskim ogłosił program, w ramach którego zabrano ponad 1000 dzieci z Mariupola do Tiumenia, Irkucka, Kemerowa i Kraju Ałtajskiego, gdzie trafiały do rodzin rosyjskich. Zdaniem Instytutu władze rosyjskie rozmieszczały siły bezpieczeństwa (Rosgwardia) w obwodzie ługańskim w odpowiedzi na malejące poparcie dla wojny i rosnącą niechęć do walki wśród mieszkańców Ługańska, tym samym odciągając część wojsk od operacji w innych miejscach na Ukrainie. Tymczasem siły rosyjskie przeprowadziły ograniczone ataki na północny wschód i południe od Bachmutu, na północno-zachodnich obrzeżach Doniecka i na południowy zachód od tego miasta. Ponadto osiągnęli ograniczone postępy na wschód od Mikołajowa oraz w północno-zachodnim obwodzie chersońskim. Z kolei siły ukraińskie w dalszym ciągu atakowały rosyjskie obiekty wojskowe i linie komunikacyjne w obwodzie chersońskim.

### 24 sierpnia

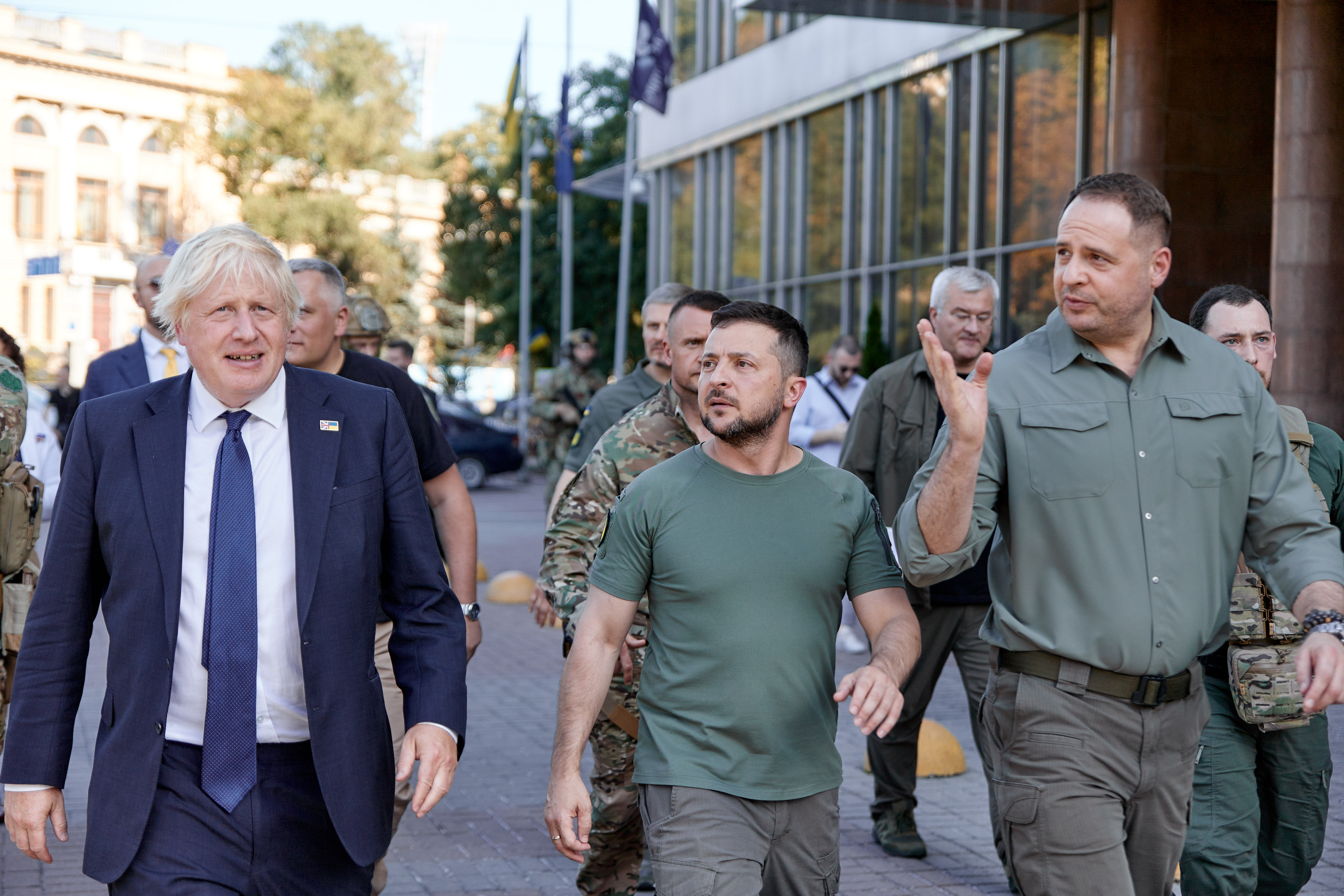
Spotkanie prezydenta Zełenskiego z premierem Wielkiej Brytanii Borisem Johnsonem w Kijowie.

W ataku rakietowym wojsk rosyjskich na stację kolejową w Czapłynem w obwodzie dniepropetrowskim w Dzień Niepodległości Ukrainy zginęło 25 osób zginęło, a 31 zostało rannych. Według źródeł ukraińskich nad Chmielnickim przechwycono trzy rosyjskie pociski manewrujące Kalibr, a w obwodzie żytomierskim doszło do ostrzału. Kolejne ataki miały miejsce w Charkowie, Zaporożu i w miejscowościach w obwodach chmielnickim, połtawskim, rówieńskim i żytomierskim. Wraz z ostrzałem artyleryjskim w Dniu Niepodległości siły rosyjskie zaatakowali łącznie 58 miejscowości, w tym 20 w obwodzie donieckim. Brytyjski MON podał, że od 21 sierpnia 2022 roku Rosja utrzymywała zwiększoną obecność na terenie Zaporoskiej Elektrowni Jądrowej, a w odległości 60 m od reaktora nr. 5 rozmieszczono transportery opancerzone, które prawdopodobnie próbowano ukryć. Według Ministerstwa Rosjanie byli gotowi wykorzystać do celów propagandowych każdą ukraińską aktywność w pobliżu elektrowni. Podczas gdy Rosja utrzymywała wojskową okupację obiektu, „głównym zagrożeniem dla pracy reaktora były zakłócenia w systemach chłodzenia reaktora, uszkodzenia rezerwowego źródła zasilania lub błędy pracowników pracujących pod presją”. Według brytyjskiego wywiadu wojskowego ponad połowa (około 55%) z około 20 tys. „żołnierzy” pierwotnie rozmieszczonych przez DRL w Donbasie została zabita lub ranna.
Premier Wielkiej Brytanii Boris Johnson odwiedził Ukrainę po raz trzeci od rozpoczęcia rosyjskiej inwazji oraz ogłosił pakiet pomocy wojskowej o wartości 54 milionów funtów, która obejmie bezzałogowe systemy powietrzne i amunicję krążącą. Z kolei Departament Obrony USA ogłosił 20. pakiet pomocy wojskowej dla Ukrainy o wartości 3 mld dolarów, zawierający m.in. sześć systemów przeciwlotniczych NASAMS, ok. 245 tys. pocisków artyleryjskich 155 mm, ok. 65 tys. pocisków moździerzowych 120 mm, 24 radary przeciwartyleryjskie i systemy rakietowe naprowadzane laserowo.
W ocenie ISW gdy 16 lipca br. siły rosyjskie wznowiły ofensywę po przerwie operacyjnej, udało im się zająć obszar ok. 450 km², czyli porównywalny z rozmiarami Andory, natomiast 21 marca, gdy kontrolowały na Ukrainie najwięcej terytorium, straciły obszar ok. 45 tys. km², a więc większy od Danii. Według Instytutu wypowiedź Siergieja Szojgu, który stwierdził, że rosyjskie wojska celowo zmniejszyły tempo ofensywy w trosce o życie cywilów, była prawdopodobnie próbą usprawiedliwienia niewielkich zdobyczy terytorialnych w ostatnich sześciu tygodniach. Tymczasem siły rosyjskie przeprowadziły ograniczone ataki na południowy zachód i wschód od Iziumu, północny wschód i południe od Bachmutu, na zachód i południowy zachód od Doniecka oraz w północno-zachodnim obwodzie chersońskim. Siły ukraińskie nadal atakowały rosyjskie obiekty wojskowe i linie komunikacyjne w obwodach chersońskim i zaporoskim. Z kolei działanie prorosyjskich władz na okupowanych terenach Ukrainy wciąż było utrudniane przez partyzantów. Rosjanie kontynuowali jednak wysiłki zmierzające w stronę legislacyjnej i administracyjnej integracji tych obszarów z FR. ISW podało także, że po sześciu miesiącach wojny pod rosyjską okupacją znajdowało 13% procent terytorium Ukrainy.

### 25 sierpnia
Szef władz obwodu ługańskiego Serhij Hajdaj podał, że o 3:30 czasu lokalnego siły ukraińskie zniszczyły bazę rosyjskich wojsk powietrznodesantowych, która znajdowała się w hotelu Donbas (od 2014 roku kwatera prorosyjskich separatystów) w Kadyjewce. W wyniku ataku zginęło 200 żołnierzy. Według źródeł rosyjskich obiekt został zniszczony za pomocą „10 rakietami HIMARS”.
ISW podał, że prezydent Władimir Putin podpisał dekret o zwiększeniu liczebności armii o 137 tys. z ok. miliona do ponad 1,15 miliona, począwszy od stycznia 2023 roku. W opinii Instytutu nie wzmocni to siły bojowej wojsk rosyjskich, a Rosja będzie miała problemy ze znalezieniem odpowiedniej liczby żołnierzy, jednak Putin wciąż był zdeterminowany, aby uniknąć pełnej mobilizacji. Ponadto zajęta przez Rosjan Elektrownia Jądrowa w Enerhodarze została odłączona od sieci energetycznej po raz pierwszy w historii. Według ukraińskiego koncernu Energoatom doszło do tego w wyniku pożarów w pobliskiej elektrociepłowni, spowodowanych przez rosyjskie ostrzały. Wieczorem MAEA poinformowana że działanie ostatniej linii energetycznej między elektrownią a ukraińską siecią zostało przywrócone. Tymczasem siły rosyjskie przeprowadziły ograniczone ataki naziemne na północny zachód i wschód od Słowiańska, północny wschód i południe od Bachmutu oraz północny zachód od Doniecka. Rosjanie przeprowadzili również ograniczony atak w północno-zachodnim obwodzie charkowskim oraz ataki w północno-zachodnim obwodzie chersońskim. Z kolei Ukraińcy atakowali rosyjskie obiekty wojskowe i naziemne linie komunikacyjne w obwodzie chersońskim. Według OSW w Donbasie siły ukraińskie odpierały Rosjan w rejonie Bachmutu, na północny wschód od Doniecka oraz pomiędzy Marjinką a granicą z obwodem zaporoskim. Siły rosyjskie podjęły nieudane próby ataków na łączeniu obwodów charkowskiego i donieckiego na kierunku Barwenkowo i Słowiańska oraz na łączeniu obwodów chersońskiego i dniepropetrowskiego. Rosyjskia artyleria kontynuowała ostrzał pozycji ukraińskich na całej linii frontu oraz w rejonach obwodów czernihowskiego i sumskiego. Oprócz Charkowa głównymi celami poza rejonami walk był Mikołajów, rejon basztański, południowy obwód dniepropetrowski, w tym Krzywy Róg, Marganiec i Nikopol, miejscowości na południe i południowy wschód od Zaporoża oraz Słowiańsk. Z kolei Ukraińcy prowadzili ostrzał i bombardowania pozycji rosyjskich, głównie w obwodzie chersońskim. Po raz kolejny zaatakowano mosty Kachowski i Antonowski, a także składy amunicji w Czornobajiwce, Kachowce i Nowowoskresenśkem. Zniszczono także skład amunicji w Tokmaku.

### 26 sierpnia
Według brytyjskiego Ministerstwa Obrony w ciągu ostatnich pięciu dni nastąpił wzrost intensywności rosyjskich ataków wzdłuż donieckiej części Donbasu. Na północ od Doniecka doszło do ciężkich walk w pobliżu Siewierska i Bachmutu. Prorosyjskie oddziały separatystyczne zrobiły niewielkie postępy w kierunku centrum wsi Pisky, w pobliżu lotniska w Doniecku. Ogólnie siły rosyjskie poczyniły jedynie niewielkie zdobycze terytorialne. W opinii Ministerstwa Rosja prawdopodobnie zwiększyła swoje wysiłki w Donbasie, próbując związać walką jednostki ukraińskie w tym regionie.
Ukraiński rząd rozdawał tabletki jodowe mieszkańcom okolic Zaporoskiej Elektrowni Jądrowej. Dwa z sześciu reaktorów zostały ponownie podłączone do sieci po wcześniejszym odłączeniu. Pracownicy zakładu twierdzili, że wyłączenie nastąpiło dzień wcześniej z powodu „uszkodzenia linii przesyłowej przez pożar”. Zdjęcia satelitarne ukazywały dym unoszący się nad roślinnością w ciągu ostatnich kilku dni.
W ocenie ISW Rosji prawdopodobnie nie uda się przeprowadzić referendów uzasadniających aneksję zajętych terenów Ukrainy zgodnie z planem władz rosyjskich, czyli do 11 września tegoż roku. Ukraiński wywiad wojskowy podał, że samozwańcze władze "prawie zakończyły" przygotowania do nielegalnych referendów, jednak Rosjanie nie będą w stanie przeprowadzić ich zgodnie ze swoimi zamiarami z powodu problemów wewnętrznych administracji okupacyjnych i ataków ukraińskich partyzantów. Tymczasem siły rosyjskie przeprowadziły ograniczone na południowy zachód od Iziumu, północny wschód i południe od Bachmutu oraz na północno-zachodnie obrzeża Doniecka; Rosja nie osiągnęła oraz nie ogłosiła żadnych nowych zdobyczy terytorialnych. Z kolei Ukraińcy atakowali rosyjskie linie komunikacyjne i infrastrukturę wojskową w obwodzie chersońskim, które wspierają operacje na zachodnim brzegu Dniepru. Ponadto ukraińscy partyzanci i podział wewnętrzny nadal stanowiły zagrożenie dla rosyjskiej kontroli zajętych obszarów Ukrainy.

### 27 sierpnia

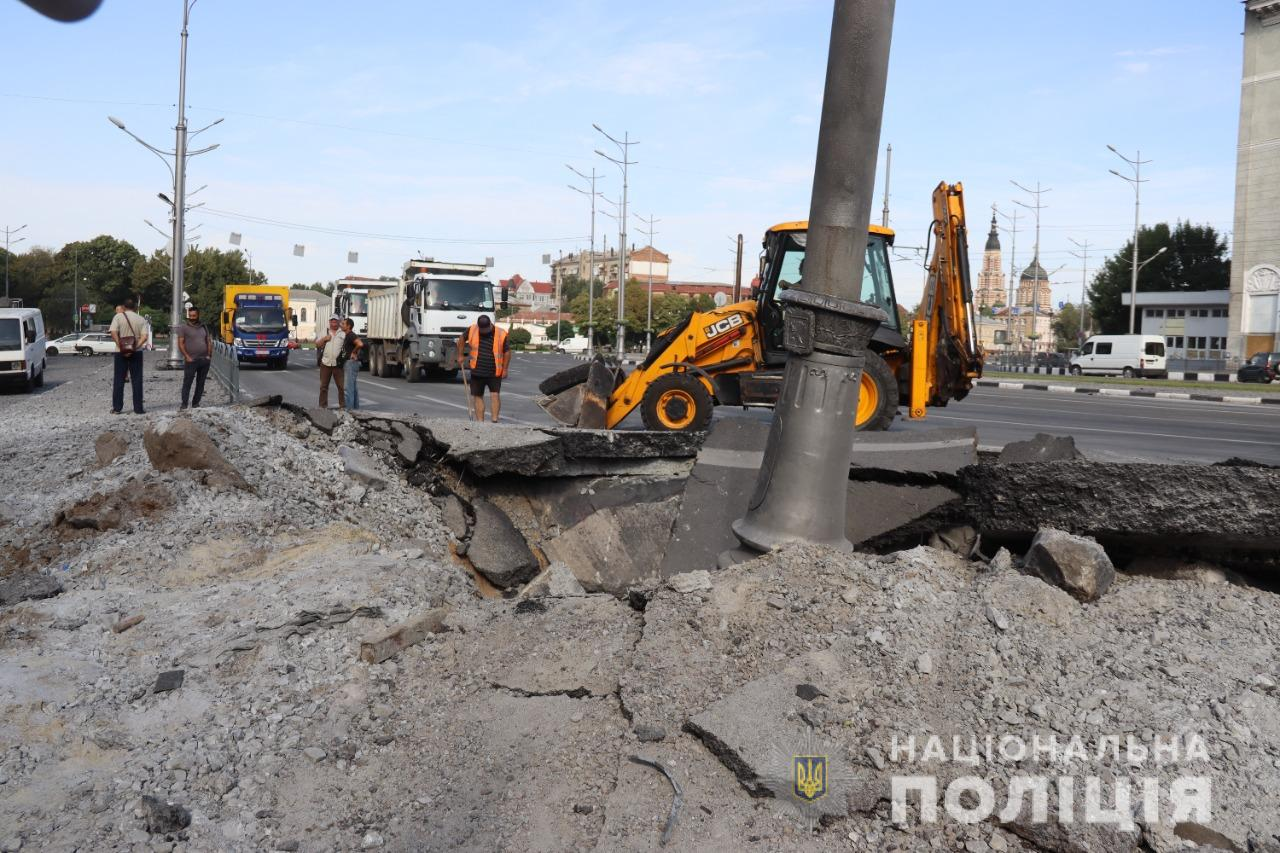
Skutki rosyjskiego ostrzału Charkowa. Pociski trafiły w jezdnię na Placu Pawliwskim i w dziedziniec budynków mieszkalnych w rejonie Kijowskim.

Według Sztabu Generalnego Ukrainy na kierunkach Słowiańska, Bachmutu, Awdijiwki i na północ od Doniecka, ofensywa Rosjan została powstrzymana, w wyniku czego wycofali się wcześniejsze pozycje. Siły rosyjskie kontynuowały ostrzał artyleryjski okolic Charkowa, z kolei na Husariwkę i Pierwomajskoje przeprowadzono naloty lotnicze. Na odcinku zaporoskim i mikołajowskim Rosjanie próbowali umocnić swoje pozycje i ostrzelali z artylerii miejscowości niebędące pod ich kontrolą. W ciągu ostatnich 24h ostrzelano z czołgów i artylerii okolice Mikołajowa, w tym Ołeksandrowkę, Stepową Dolinę, Liman i Kwitniewoho. Z kolei siły ukraińskie koncentrowały się na atakach na rosyjskie składy amunicji, centra logistyczne i linie komunikacyjne. Ponadto Ukraińcy zniszczyli dwa magazyny amunicji w Dudczanach i Dawydowym Brodzie oraz zabito 35 żołnierzy i zniszczono 11 pojazdów opancerzonych w Wysokopilli w obwodzie chersońskim. We wsi Woskresenske zniszczono także punkt dostawczy.
Z kolei ISW poinformował, że potencjał ofensywny sił rosyjskich w obwodzie chersońskim nadal się zmniejszał. Dowództwo operacyjne Południe podało, że 10-osobowa grupa zwiadowczo-dywersyjna Rosjan podjęła próby szturmu, co wskazywało na dalszy spadek rosyjskiego potencjału ofensywnego w tym regionie; według Instytutu grupa 10 ludzi jest za mała, aby działać jako jednostka manewrowa. Z kolei bataliony ochotnicze wchodzące w skład 3. Korpusu Armii Rosji były przygotowywane do podjęcia operacji ofensywnych, jednak prawdopodobnie nie będą miały wystarczającej siły bojowej, aby dokonać istotnych zmian na polu bitwy. Bataliony wspomogą ofensywy na osi Doniecka, gdzie siły rosyjskie utknęły w okolicach Marjinki, Pisków i Awdijiwki oraz na południu kraju. Tymczasem siły rosyjskie przeprowadziły ograniczone ataki lądowe na północ od Charkowa, na południowy zachód od Iziumu, na północny wschód od Siewierska, na północny wschód i południe od Bachmutu oraz na zachód i południowy zachód od Doniecka. Z kolei
siły ukraińskie atakowały rosyjskie jednostki dowodzenia i kontroli powietrznej w zachodnim obwodzie chersońskim. Ponadto rosyjskie dowództwo wojskowe może przejść do nowej fazy mobilizacji w centralnej Rosji, ponieważ prawdopodobnie wyczerpano pulę potencjalnych rekrutów w bardziej peryferyjnych regionach.

### 28 sierpnia

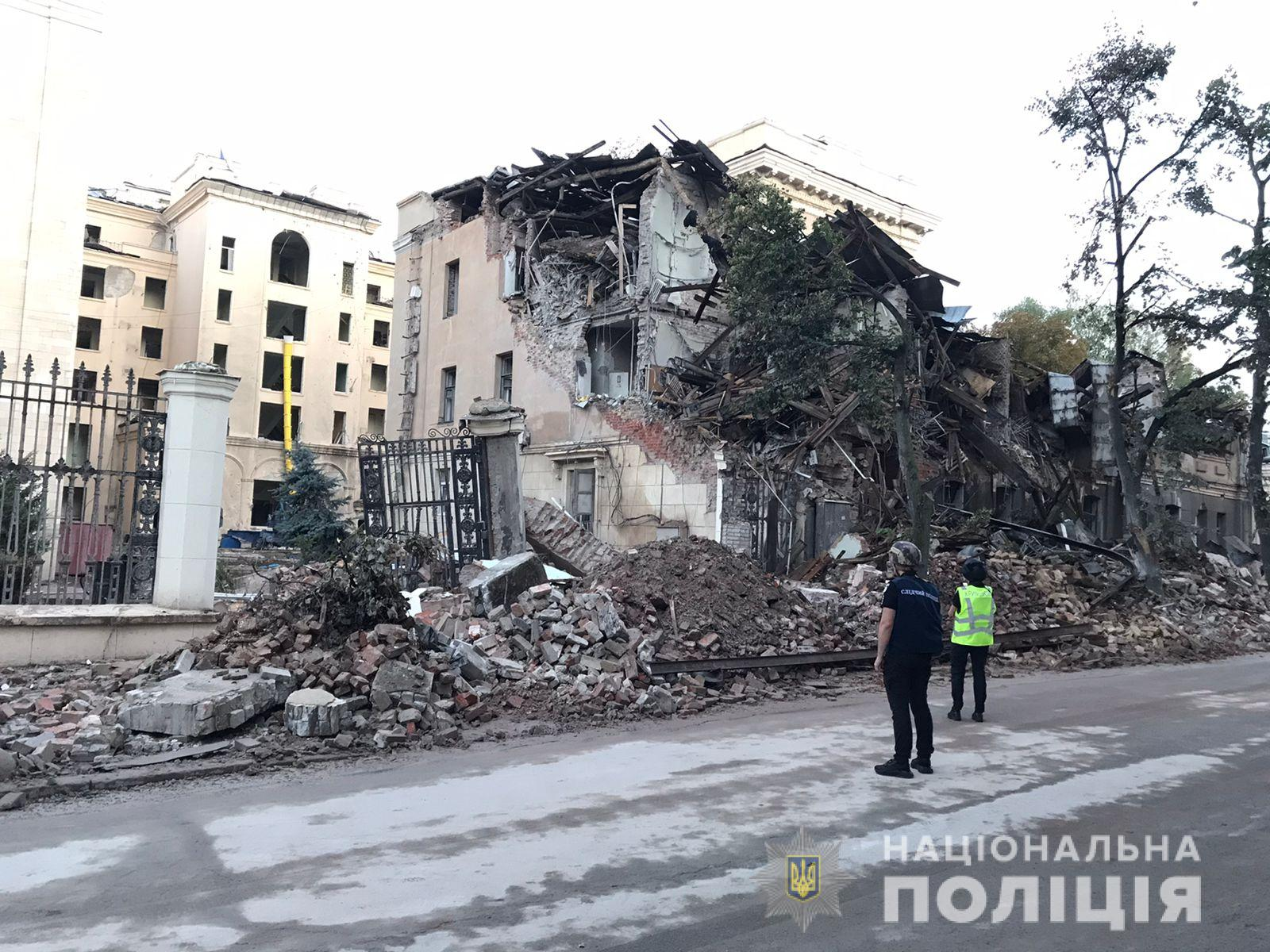
Budynek w Charkowie na po rosyjskim ostrzale. W tle Charkowska Obwodowa Administracja Państwowa, częściowo zrujnowana w wyniku nalotu 1 marca 2022 roku.

SG Ukrainy podał, że siły rosyjskie koncentrowały się uzyskaniu kontroli nad całym obwodem donieckim oraz utrzymaniu zajętych terenów obwodu chersońskiego, charkowskiego, zaporoskiego i mikołajowskiego. Rosjanie atakowali na pięciu odcinkach frontu w Donbasie i obwodzie charkowskim, jednak wszystkie szturmy zostały odparte. Wojska rosyjskie próbowały bezskutecznie atakować w celu poprawienia swojego położenia taktycznego w okolicy miejscowości Switłyczne w obwodzie charkowskim. Ataki wojsk rosyjskich zostały odparte również w okolicy Bohorodycznego, Wesełej Dołyny, Perwomajskego i Pawliwki w obwodzie donieckim. Kontynuowano także ostrzał pozycji ukraińskich i miejscowości wzdłuż linii frontu w Donbаsie, a także na południu kraju i pod Charkowem. Źródła zachodnie donosiły, że Rosja przeniosła swój nowo utworzony 3. Korpus Armii w pobliże granicy z Ukrainą.
Stany Zjednoczone ogłosiły zwiększenie produkcji jednostek M142 HIMARS i rakiet GMLRS, aby pomóc Ukrainie. 
Według brytyjskiego MON, powołującego się na rosyjskie media niezależne, Minister obrony Siergiej Szojgu w związku z problemami wojsk rosyjskich na Ukrainie, został odsunięty na bok w ramach rosyjskiego kierownictwa, natomiast dowódcy operacyjni informują o przebiegu wojny bezpośrednio prezydenta Putina. W ocenie ISW Rosjanie zamierzali zmanipulować wyniki misji MAEA w zajętej przez siły rosyjskie Zaporoskiej Elektrowni Jądrowej, stosując metody podobne do tych używanych przez Iran. Według strony ukraińskiej rosyjskie siły specjalne dopuszczały się tortur na pracownikach elektrowni w celu zmuszenia ich do milczenia ws. łamania zasad bezpieczeństwa. Z kolei prezydent Władimir Putin wydał dwa dekrety mające na celu pomoc bezpaństwowcom oraz mieszkańcom Donbasu w życiu i pracy w FR. Tymczasem siły rosyjskie przeprowadziły nieskuteczne operacje ofensywne w pobliżu Słowiańska oraz ograniczone ataki na południowy wschód Bachmutu, południowy zachód od Doniecka i na północ od Charkowa. Rosjanie nie przeprowadziły jednak żadnych operacji ofensywnych w obwodach chersońskim i zaporoskim. Ponadto władze rosyjskie kontynuowały starania, aby zintegrować system edukacji na zajętych obszarach Ukrainy z rosyjskimi standardami.

### 29 sierpnia

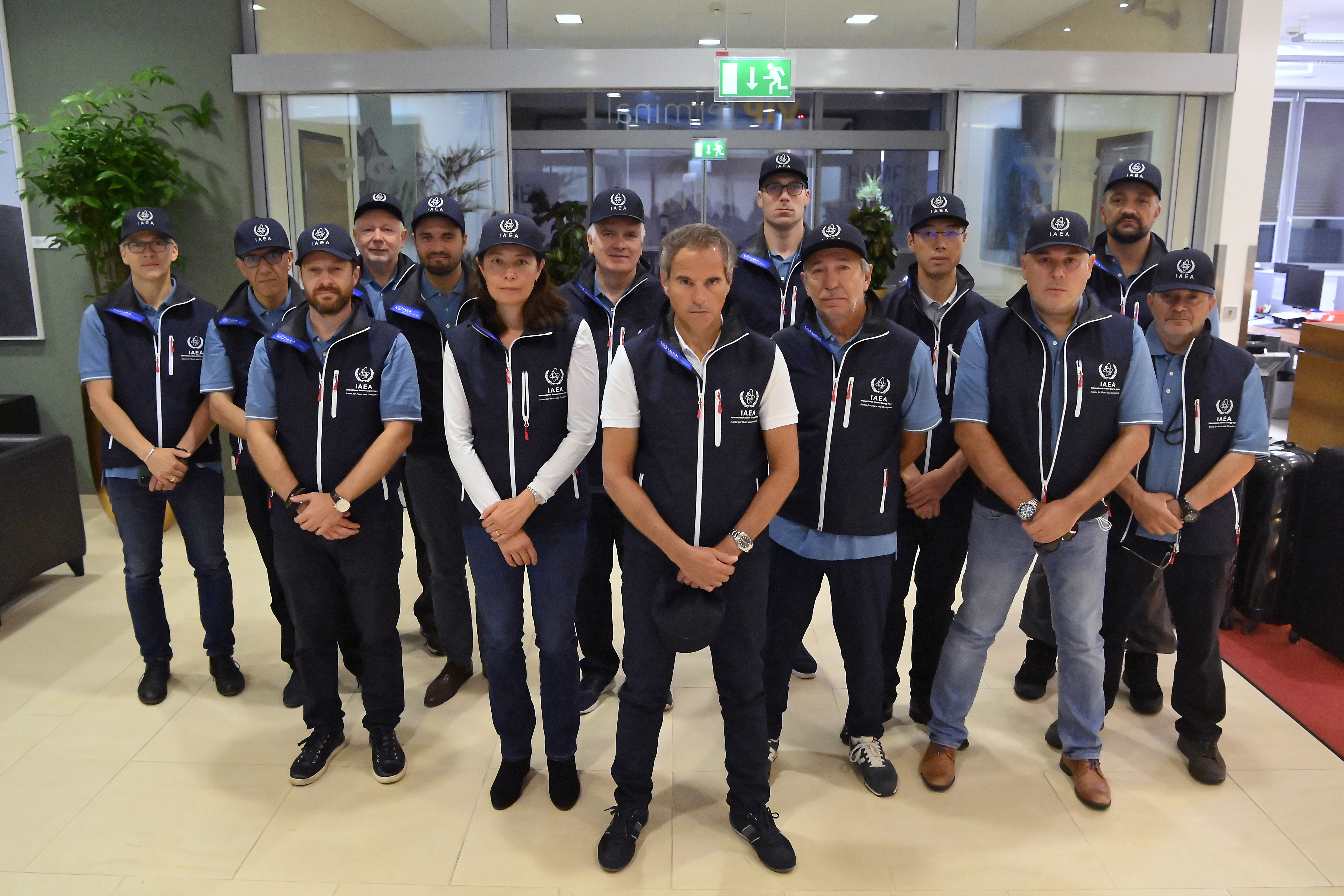
Dyrektor generalny MAEA Rafael Grossi na Lotnisku w Wiedniu. Grossi kierował misją ekspercką, składającą się z pracowników MAEA ds. bezpieczeństwa jądrowego, ochrony i zabezpieczeń podczas oficjalnej wizyty w Zaporoskiej Elektrowni Jądrowej.

Według SG Ukrainy Rosjanie nadal koncentrowali się na przejęciu pełnej kontroli nad obwodem donieckim. W ciągu ostatnich 24h ostrzelano Sumy, Charków, Słowiańsk, Kramatorsk, Bachmut, Nowopawliwsk i Zaporożę. Siły rosyjskie w pobliżu Słobożańska prowadziły ataki mające na celu utrzymanie zajętych wcześniej terenów i uniemożliwienie postępu Ukraińców. Rosjanie przeprowadzili również atak w obwodzie charkowskim, jednak został odparty. Ekspert wojskowy Ołeh Żdanow stwierdził, że kontrofensywa Ukrainy trwała od dawna i polegała m.in. na niszczeniu rosyjskich obiektów wojskowych (składów z amunicją, radarów i systemów przeciwlotniczych). Jednakże zintensyfikowano działania zaczepne na całym froncie południowym oraz w innych miejscach. Ukraińskie dowództwo operacyjne Południe, amerykańskie media i ośrodki analityczne donosiły o skutecznym ukraińskim ataku na pozycje rosyjskie w obwodzie chersońskim. Według strony ukraińskiej wojskom udało przeforsować linie frontu w kilku miejscach. Źródła prorosyjskie i proukraińskie donosiły o zajęciu przez Ukraińców kilku miast oddalonych o 6–15 km za linią frontu. Rosyjskie Ministerstwo Obrony potwierdziło ukraińską ofensywę na zajętych przez Rosję obszarach obwodu chersońskiego i mikołajowskiego, jednak podało, że ataki zostały odparte w kilku miejscach, a Ukraińcy ponieśli ciężkie straty. Ponadto siły ukraińskie zniszczyły przy pomocy artylerii trzy magazyny amunicji, przeprawę przez Dniepr, 30 sztuk sprzętu i zabili 82 żołnierzy. Ukraińcy zaatakowali 13 punktów rozlokowania Rosjan w rejonach berysławskim i kachowskim. Następnie brytyjski MON podał, że kilka brygad SZ Ukrainy zintensyfikowało ostrzał artyleryjski na całym południowym froncie. Ukraińskie ataki w dalszym ciągu zakłócały rosyjskie zaopatrzenie. Według Ministerstwa od początku sierpnia Rosjanie wzmocnili swoje siły na zachodnim brzegu Dniepru w okolicach Chersonia, w wyniku czego 49 Armia Ogólnowojskowa została wsparta jednostkami z 35 Armii Ogólnowojskowej, jednak większość jednostek była słabo obsadzona i polegała na liniach zaopatrzeniowych, opierających się na promach i mostach pontonowych.
Z kolei ISW poinformował, że władze Ukrainy ogłosiły rozpoczęcie kontrofensywy w obwodzie chersońskim; pojawiały się także doniesienia o wyzwoleniu kilku miejscowości spod rosyjskiej kontroli na zachód i północny zachód od Chersonia. Według strony rosyjskiej kontrofensywa ukraińska była ograniczonym i nieudanym atakiem. Następnie dyrektor generalny Rafael Mariano Grossi poinformował, że misja MAEA do Zaporoskiej Elektrowni Jądrowej udała się w stronę elektrowni. Tymczasem siły rosyjskie przeprowadziły ograniczone ataki na północ od Słowiańska, na południowy wschód od Siewierska, na południe od Bachmutu i w zachodnim obwodzie donieckim. Rosjanie  przeprowadziłli również ograniczony atak w północno-zachodnim obwodzie chersońskim. Z kolei ukraińscy partyzanci w dalszym ciągu zagrażali kontroli władz rosyjskich na zajętych terytoriach. Według OSW walki w obwodzie donieckim nie przyniosły dużych zmian. Siły rosyjskie podeszły do Bachmutu od południowego wschodu, atakując pozycje ukraińskie w Wesełej Dołynie. Ukraińcy bronili się w wsiach na północny wschód od Bachmutu, na jego wschodnich obrzeżach oraz na wschód od drogi Bachmut–Gorłówka. Utrzymywali też pozycje na północny zachód od Doniecka, zaś atak Rosjan przesunął się na północ od miasta, wzdłuż drogi do Kramatorska. Trwały walki o miejscowości przy trasie biegnącej od Doniecka do granicy z obwodami dniepropetrowskim i zaporoskim. Niepowodzeniem zakończyły się ataki na kierunku Słowiańska od strony Łymanu oraz na północny wschód od Siewierska. Siły rosyjskie próbowały atakować pozycje ukraińskie na północ od Charkowa oraz na łączeniu obwodów chersońskiego i dniepropetrowskiego. Rosjanie kontynuowali ostrzał pozycji ukraińskich wzdłuż całej linii frontu oraz rejonów obwodów czernihowskiego i sumskiego. Atakowano głównie Charków, Mikołajów, Zaporoże i miejscowości na południowy wschód od miasta. Ponadto celami uderzeń rakietowych były rejony buczański i wyszogrodzki oraz obrzeża miast Dniepr, Słowiańsk, Kramatorsk. Z kolei ukraińskie artyleria i lotnictwo atakowały pozycje rosyjskie w obwodzie chersońskim, a także zaplecze logistyczno-sztabowe w Chersoniu i jego okolicach, w Melitopolu i Nowej Kachowce. Ukraińskie rakiety trafiły także cele w obwodzie ługańskim.

### 30 sierpnia
Sztab Ukrainy przekazał, że siły rosyjskie podjęły nieudane próby ataków na kilku odcinkach frontu w obwodzie donieckim. Ukraińcy odparli ataki w okolicach miejscowości Sznurki pod Słowiańskiem, a także w pobliżu Bachmutu, gdzie Rosjanie próbowali przesunąć się w kierunku Zajcewego i Wesełej Dołyny. Jednocześnie atakowali z kilku stron w celu zdobycia kontroli nad Kodema. Siły rosyjskie atakowały także w okolicy Awdijiwki, jednak ponosząc straty, wycofali się. Pod osłoną infrastruktury Zaporoskiej Elektrowni Jądrowej artyleria rosyjska nasiliła ostrzały Nikopola i Ołeksijiwki. Z kolei siły ukraińskie prowadziły walki pozycyjne w celu poprawy położenia taktycznego wzdłuż linii frontu. Wysiłki Ukraińców były skupione na atakach na punkty dowodzenia, stanowiska obrony przeciwlotniczej, magazyny z amunicją i zabezpieczenie logistyczne Rosjan. Sztab podał również, że Rosja wzmocniła swoje zgrupowanie na kierunku donieckim oraz kontynuowane było przerzucanie części sił 3. Korpusu Armii (sformowanego m.in. z ochotników) na zajęte tereny obwodów zaporoskiego i charkowskiego.
Ukraina stwierdziła, że używała wabików HIMARS wykonanych z drewna, co mogło wyjaśniać dlaczego Rosjanie ogłaszali, że zniszczyli wiele systemów HIMARS. Ukraińscy urzędnicy podali, że w ten sposób zwabili 10 rosyjskich pocisków manewrujących 3M-54 Kalibr. Jeden z amerykańskich dyplomatów zauważył, że rosyjskie źródła podawały, że zniszczono więcej M142 HIMARS niż wysłały Stany Zjednoczone, z kolei inny urzędnik Pentagonu potwierdził, że żaden HIMARS nie został jeszcze zniszczony.
Według brytyjskiego Ministerstwa Obrony siły ukraińskie kontynuowały natarcie na kilku osiach na południu kraju i odsunęły w kilku miejscach rosyjską linię obrony. Rosja będzie próbowała wypełnić luki w linii obronnej, wykorzystując wyznaczone mobilne jednostki rezerwowe, w tym prawdopodobnie oddziały ze wschodu Ukrainy. Zdaniem Ministerstwa Rosja nadal próbowała tworzyć nowe posiłki na Ukrainę, m.in. w postaci 3. Korpusu Armii; jego skuteczność operacyjna nie jest znana, prawdopodobnie miał braki kadrowe, a oddziały przeszły ograniczone szkolenie. W opinii ISW siły ukraińskie zintensyfikowały działania (ataki na bazy wojskowe, linie komunikacyjne i składy amunicji) w ramach kontrofensywy prowadzonej na południu kraju, osiągając pewne postępy terytorialne. Ponownie ostrzelano samochodowy i kolejowy most Antonowski na Dnieprze i most Darjiwski na rzece Ingulec oraz przeprowadzono ataki na rosyjskie przeprawy promowe. Ukraińcy odbili także miejscowość Archanhelśke, z której uciekli żołnierze 109. pułku DRL. Walkę z Rosjanami podjął również ukraiński ruch oporu w północnej części Chersonia. Z kolei Rosjanie przeprowadzili ograniczone ataki na północ od Charkowa, na południowy zachód od Iziumu, na południe od Bachmutu, w pobliżu zachodnich przedmieść Donieck oraz w północnym obwodzie chersońskim. Siły rosyjskie w dalszym ciągu przewoziły sprzęt wojskowy na Krym. Ponadto władze rosyjskie kontynuowały starania o przymusową integrację szkół na zajętych terenach z rosyjskim systemem edukacyjnym i rozszerzanie metod kontroli społecznej.

### 31 sierpnia
Według SG Ukrainy podał, że Rosjanie dążyli do uzyskania pełnej kontroli nad obwodem donieckim, a także do utrzymania zajętych terenów w Donbasie i pozostałych obwodach. W Donbasie prowadzili ataki w kierunku Bachmutu, na zachód od Doniecka i w kierunku Awdijiwki; wszystkie ataki zostały odparte. Później Dowództwo Operacyjne Południe poinformowało, że w ciągu ostatnich 24h siły ukraińskie zniszczyły sześć rosyjskich magazynów amunicji, 12 czołgów, system przeciwlotniczy 9K37 Buk oraz zabili 200 żołnierzy. Następnie rzeczniczka Dowództwa Natalia Humeniuk podała, że Rosjanie nadal używali ciężkiej artylerii i lotnictwa na terenach, zamieszkiwanych przez ludność cywilną. Z kolei mer Enerhodaru Dmytro Orłow stwierdził, że siły rosyjskie od godzin porannych ostrzeliwały miasto z moździerzy i karabinów maszynowych oraz używali lotnictwa; w wyniku ataków zostały uszkodzone budynki mieszkalne, a także szkoła podstawowa, sklep i przedszkole. Rosja wycofała swoje myśliwce z Krymu i zwiększyła liczbę pocisków ziemia-powietrze do obrony przed ostrzałem w przyszłości.
Rosyjska sekcja BBC opublikowała dane o stratach wśród rosyjskich żołnierzy na Ukrainie. Według nadawcy Rosjanie stracili ponad 900 żołnierzy  elitarnych jednostek: 151 żołnierzy sił specjalnych wywiadu GRU, 245 funkcjonariuszy Rosgwardii, 20 funkcjonariuszy FSB i FSO, 337 żołnierzy piechoty morskiej, 144 żołnierzy wojsk powietrznodesantowych oraz 67 pilotów wojskowych.
Brytyjskie Ministerstwo Obrony oświadczyło, że 30 i 31 sierpnia Ukraińcy kontynuowali ofensywę na południu kraju, wspieraną przez ataki dalekiego zasięgu na rosyjskie punkty dowodzenia i logistyki na całym zajętym obszarze Ukrainy; w użyciu były również pociski przeciwradarowe AGM-88 HARM. W opinii MON Rosjanie stawiali na pierwszym miejscu silną naziemną obronę przeciwlotniczą, a zasięg radarów, który to umożliwiał, był jednym z kluczowych aspektów podczas operacji na Ukrainie. Według ISW ukraińska kontrofensywa mająca na celu wyzwolenie obwodu chersońskiego nie przyniesie rozstrzygnięcia od razu i może polegać na celowym markowaniu nieudanych ataków, aby zmylić Rosjan. Ukraińscy urzędnicy stwierdzili, że nie posiadają dużej ilości wojsk zmechanizowanych, które pozwoliłyby na błyskawiczny atak. W wyniku tego Ukraina od wielu miesięcy tworzyła warunki do kontrofensywy, atakując rosyjskie linie komunikacyjne, ośrodki dowodzenia i systemy logistyczne. Kontrofensywa trwała i najpewniej rozwinie się w kolejnych tygodniach i miesiącach, a siły ukraińskie będą korzystały z warunków, które stworzyli. Ukraińcy nie mają również przewagi liczebnej, w związku z tym muszą wprowadzić siły rosyjskie w błąd, aby odciągnąć je od miejsc, gdzie ma nastąpić przełamanie. Natomiast w momencie rozpoczęcia kontrofensywy rosyjskie Ministerstwo Obrony uruchomiło kampanię propagandową, starając się przedstawić ją jako porażkę. Tymczasem siły rosyjskie przeprowadziły ataki lądowe w okolicach Charkowa, na południe od Bachmutu i wzdłuż zachodnich przedmieść Doniecka. Rosjanie wzmacniali także obronę przeciwlotniczą na Krymie, kosztem innych obszarów. Z kolei ukraińscy partyzanci przeprowadzili improwizowany atak z użyciem ładunków wybuchowych (IED) na siedzibę organizacji politycznej „Razem z Rosją” w Berdiańsku w obwodzie zaporoskim, gdzie władze okupacyjne prawdopodobnie przygotowywały się do referendów.